# Força de Submarinos (Brasil)
A Força de Submarinos (ForSub) da Marinha do Brasil é o componente da Esquadra que organiza esses meios e suas bases navais, navios auxiliares, escolas de instrução e mergulhadores. Seus componentes operativos são quatro submarinos, um navio de socorro, um aviso e uma unidade de operações especiais, o Grupamento de Mergulhadores de Combate. Seu principal ancoradouro e sede do comando é a Ilha da Madeira, em Itaguaí, com outras instalações na Ilha de Mocanguê Grande, Niterói, ambas no estado do Rio de Janeiro.
O Brasil opera submarinos desde 1914, com a classe Foca. Historicamente há uma média de quatro a cinco submarinos em serviço, com um máximo de dez em 1977–1978. Eles foram construídos no exterior até os anos 1980, quando a indústria brasileira se tornou a primeira no Hemisfério Sul a montar submarinos. A fonte tecnológica passou da Itália para os Estados Unidos, o Reino Unido, a Alemanha e atualmente a França. Da Segunda Guerra Mundial até o início da Guerra Fria, nas fases italiana e americana, a prioridade foi o treinamento das forças de superfície na guerra antissubmarino.
A partir dos anos 1970 os estrategistas da Marinha repensaram os submarinos como peças de uma esquadra balanceada de águas azuis e/ou instrumentos de negação do uso do mar numa campanha defensiva ao largo do litoral. A Estratégia Nacional de Defesa de 2008 confirmou sua prioridade na agenda da Marinha, e desde então o Programa de Desenvolvimento de Submarinos (ProSub) visa construir no Brasil uma frota mista de submarinos convencionalmente armados de propulsão convencional (diesel-elétrica) e nuclear. Os convencionais, único tipo atualmente em serviço, são mais apropriados à guerra de posição. O futuro submarino nuclear brasileiro será um complemento de maior autonomia e mobilidade, oficialmente para a dissuasão e a patrulha das águas jurisdicionais.
Os submarinistas brasileiros são voluntários formados no Centro de Instrução e Adestramento Almirante Áttila Monteiro Aché (CIAMA). A carreira de tripulante de submarino é prestigiosa, altamente especializada e psicologicamente exigente. O ambiente de trabalho é isolado, confinado, artificial e tem sua própria cultura. Os riscos são constantes. O maior acidente da ForSub foi o afundamento do Tonelero (S-21) no cais em 2000, mas não houve mortos ou feridos.

## Origens
Nos anos 1890 o tenente Felinto Perry fez campanha na imprensa pela aquisição de submersíveis. Outros oficiais navais como Luís de Mello Marques, Luís Jacinto Gomes e Emílio Júlio Hess apresentaram projetos dessas embarcações, mas nenhum teve recursos para a construção. Somente após a compra de submarinos italianos da classe Foca a Marinha ativou a "Flotilha de Submersíveis" em 17 de julho de 1914, sob o comando do oficial Perry, agora capitão de fragata. Esta organização foi precursora da atual Força de Submarinos. Em 1928 ela mudou sua denominação para Flotilha de Submarinos, que foi extinta em 1933, recriada em 1937 e renomeada à designação atual em 1963. Sua sede foi na sediada na Ilha de Mocanguê Grande, Niterói, da sua criação até 2021, quando foi transferida à sua base atual em Itaguaí.

## Doutrina e funções
Nos primeiros anos do século XX, o papel a ser dado aos submersíveis não era claro e tendia a ser defensivo. Os primeiros submersíveis brasileiros não tinham raio de ação, porte ou armamento para contribuir em muito mais do que a defesa de portos. A própria terminologia — submersível e não submarino — evoca a diferença tecnológica para com as embarcações atuais, embora o momento e as características que distinguem um e outro não sejam unânimes e nem todo idioma faça a distinção.
Na doutrina naval do século XXI o submarino é uma arma ofensiva, embora enquadrada numa estratégia nacional defensiva. Ele é "o único navio de guerra capaz de operar de modo independente, durante longo tempo, em mares dominados pelo inimigo". Menos dependente do apoio logístico e das condições climáticas do que os navios de superfície, pode operar isolado e desde o início das hostilidades. Sua discrição e mobilidade tridimensional permitem atacar com a vantagem da surpresa e infligir danos desproporcionais ao seu próprio custo, embora ele suporte poucos danos se for atingido. Suas armas usuais, os mísseis e torpedos, não permitem graduar o poder destrutivo à situação, e sua presença numa área em crise por si só agrava as tensões. Do ponto de vista do direito internacional, o submarino tem dificuldades no resgate a náufragos e na identificação de alvos.

### Guerra antissubmarino

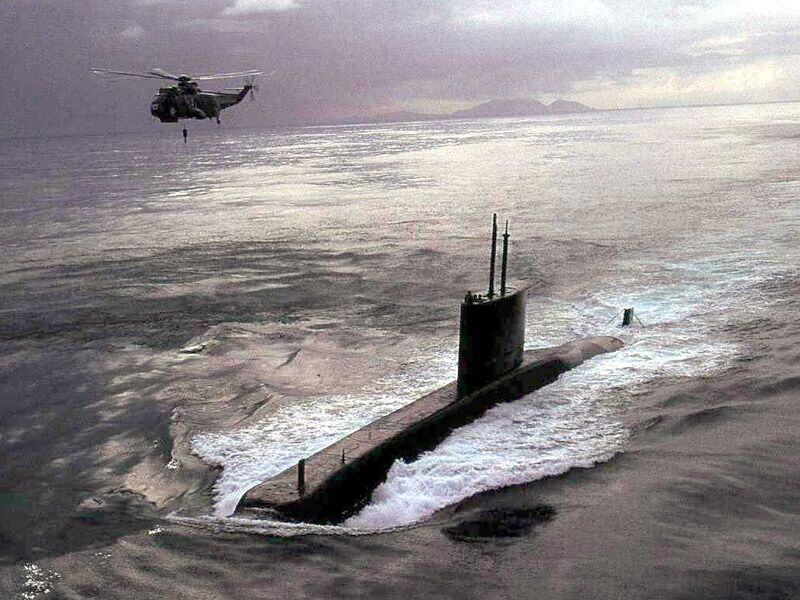
Submarino da classe Tupi com uma aeronave Sea King do 1.º Esquadrão de Helicópteros Antissubmarino

Em ambas Guerras Mundiais (1914–1918 e 1939–1945) os submarinos encontraram um nicho na guerra de corso, afundando navios mercantes para sufocar as linhas de comunicação marítimas do inimigo. Ataques de submarinos alemães à marinha mercante brasileira foram as causas imediatas da entrada do Brasil em ambas as Guerras Mundiais. Nas décadas seguintes, a Marinha do Brasil trabalharia com a hipótese de uma Terceira Guerra Mundial com ataques de submarinos soviéticos ao tráfego marítimo. De sua participação na Segunda Guerra até os anos 1970, o Brasil subordinou-se à lógica de defesa coletiva do Hemisfério Ocidental, dentro do arranjo diplomático do Tratado Interamericano de Assistência Recíproca (TIAR). As marinhas latinoamericanas teriam foco na guerra antissubmarino em papel complementar à da liderança hemisférica, a Marinha dos Estados Unidos.
Isto relegou aos seus submarinos a tarefa de treinar as forças de superfície (os contratorpedeiros, o porta-aviões Minas Gerais (A-11) e seu grupo aéreo embarcado) em escolta de comboio e identificação de submarinos inimigos. A guerra no mar passava a ter três dimensões, com prioridade às forças de superfície e às missões de controle de área marítima.
Já havia, ainda assim, uma capacidade técnica para ações ofensivas desde a incorporação do Humaytá em 1929; este submarino tinha potencial dissuasório, podendo bloquear um porto inimigo através da minagem ou da sua simples presença nas redondezas. Ao menos contra um inimigo de poderio naval inferior, os submarinos brasileiros seriam usados para o ataque. A doutrina brasileira ainda reconhece possibilidades na área antissubmarino: contra os submarinos oponentes, a Força de Submarinos poderia atacar bases e centros de controle ou ser posicionada nas suas zonas de patrulha e nos acessos aos seus alvos potenciais.
A guerra antissubmarino perdeu prioridade a partir dos anos 1970, quando a Marinha brasileira buscou maior autonomia de sua equivalente americana. O sonho da nova geração de oficiais era uma marinha de águas azuis, centrada em porta-aviões e submarinos nucleares, com plenas capacidades de projetar poder e negar o uso do mar ao inimigo. Eles puderam apontar à Guerra das Malvinas de 1982: quando a Marinha Real britânica, também focada na guerra antissubmarino, foi obrigada a lidar com um cenário inesperado pelos seus estrategistas, os submarinos nucleares foram sua grande vantagem contra a Armada Argentina. O afundamento do ARA General Belgrano pelo submarino HMS Conqueror negou o mar aos argentinos, que retraíram sua esquadra de superfície aos seus portos e deixaram isolada sua guarnição nas Ilhas Malvinas. O único navio de guerra argentino a continuar em ação foi o submarino ARA San Luis, que ainda exigiu grandes esforços dos britânicos para proteger sua força-tarefa.

### Negação do mar
O emprego tradicional do submarino é na negação do uso do mar (NUM) ao inimigo, e houve treinamento neste sentido mesmo quando predominava a função antissubmarina. A NUM é uma das tarefas básicas do poder naval na doutrina brasileira, lista que se estende ao controle de área marítima (CAM), a projeção de poder sobre terra (PPT) e a dissuasão. O receio de um submarino oculto é uma opção clássica de NUM: um número muito maior de forças defensivas é necessário para proteger os possíveis alvos de um pequeno número de submarinos, um efeito desproporcional ao seu número. A mera possibilidade pode contribuir à dissuasão. Em determinadas circunstâncias os submarinos podem ser usados no CAM, ou mesmo na PPT, protegendo navios de desembarque ou infiltrando forças de operações especiais. Suas missões secundárias também incluem o esclarecimento e busca de informações.
A posição oficial em 1997 dava igual valor às tarefas de NUM e CAM. Na virada do século XXI os submarinos eram poucos e não havia direção estratégica bem definida. Por inércia, o CAM tinha alguma prevalência. Alguns chefes navais já defendiam a preponderância da NUM, mas a mudança de mentalidade teria que ser gradativa.
A Estratégia Nacional de Defesa de 2008 hierarquizou as tarefas: "na maneira de conceber a relação entre as tarefas estratégicas de negação do uso do mar, de controle de áreas marítimas e de projeção de poder, a Marinha do Brasil se pautará por um desenvolvimento desigual e conjunto". "A prioridade é assegurar os meios para negar o uso do mar a qualquer concentração de forças inimigas que se aproxime do Brasil por via marítima. A negação do uso do mar ao inimigo é a que organiza, antes de atendidos quaisquer outros objetivos estratégicos, a estratégia de defesa marítima do Brasil. Essa prioridade tem implicações para a reconfiguração das forças navais". "Para assegurar o objetivo de negação do uso do mar, o Brasil contará com força naval submarina de envergadura". Diante de um inimigo superior ou nos estágios iniciais do conflito, os submarinos, satélites e aeronaves seriam os primeiros a entrar em ação, enquanto os meios de superfície seriam uma reserva tática ou estratégica.
Edições subsequentes da END reiteraram a intenção de construir uma força submarina expressiva. A END de 2012 admitiu duas opções estratégicas, uma de defesa do litoral e da águas jurisdicionais contra um adversário mais perigoso, priorizando os submarinos, e outra de foco na CAM e PPT, com uma força naval balanceada.

### Interesse na propulsão nuclear

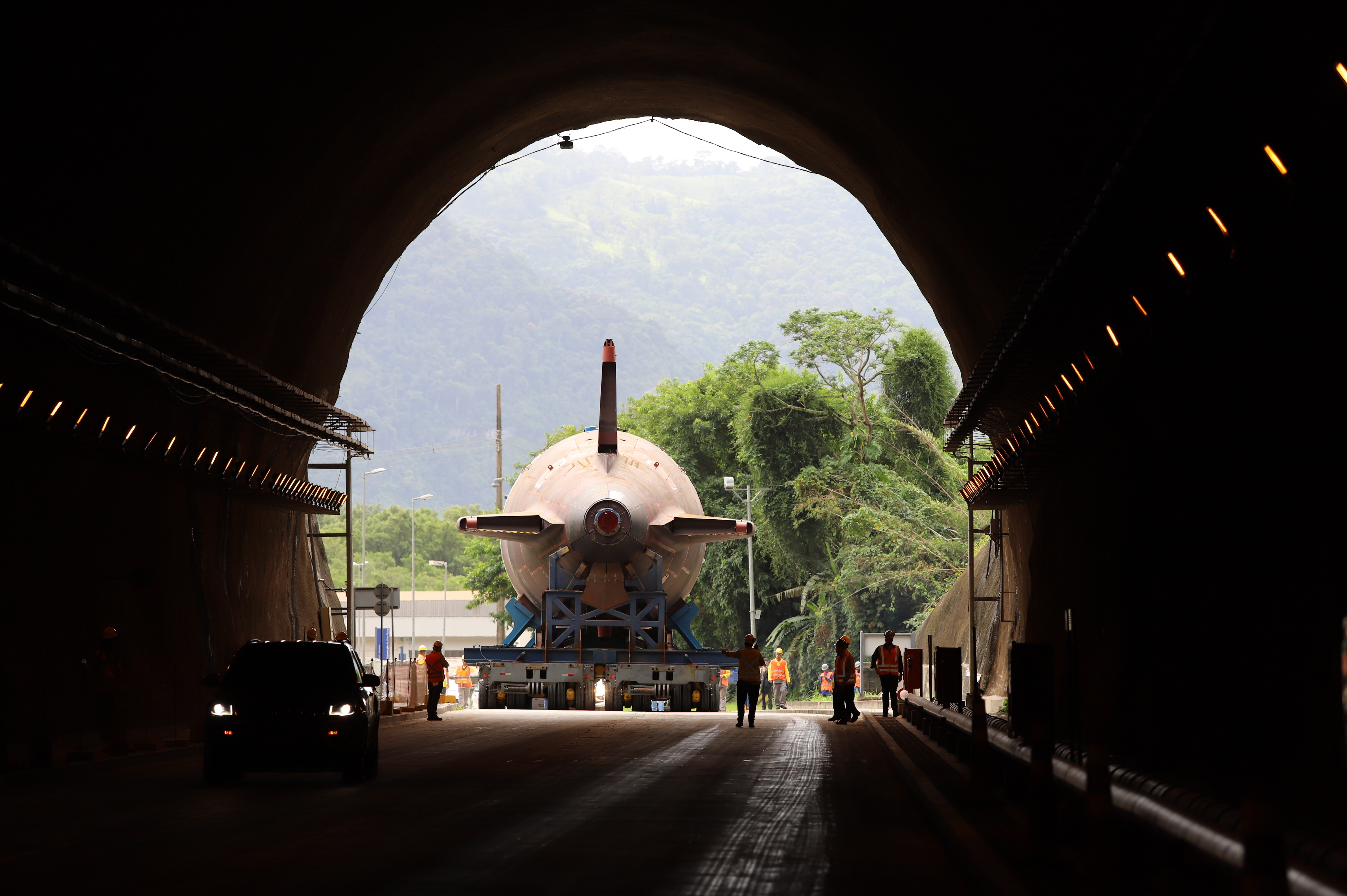
Transferência de seção do submarino convencional Almirante Karam (S-43), em construção em 2023

Na tarefa de NUM, os submarinos histórica e atualmente disponíveis seriam melhor usados na patrulha de áreas focais, tendo já designadas zonas de guerra ou exclusão que afastem a navegação civil, com o apoio de meios de esclarecimento, campos minados defensivos, instalações navais e aviação baseada em terra. A limitação é sua propulsão convencional, ou diesel-elétrica.
A velocidade, autonomia e discrição do submarino convencional são menores. Ele precisa periodicamente subir até uma profundidade, a cota periscópica, estender um esnórquel à superfície e alimentar de ar os motores diesel que carregam suas baterias. No processo, expõe-se à detecção visual, acústica e por radar. Abaixo da cota periscópica, precisa economizar o gasto de energia das suas baterias. Consequentemente, seu uso mais adequado é numa estratégia de posição ou patrulha, não muito longe da costa, devidamente informado do trajeto dos comboios inimigos. Ele só tem uma chance para o ataque, pois pode evadir em alta velocidade, mas terá que desacelerar para se posicionar a um novo ataque. Se o submarino convencional não receber autorização a um ataque quando houver a chance, perderá seu valor estratégico, e se atacar sem autorização, poderá escalar a crise. Ele pode ser pensado como um "campo minado móvel".
As limitações do submarino convencional podem ser mitigadas com a tecnologia de propulsão independente do ar (AIP, em inglês), que se torna cada vez mais comum nas marinhas do século XXI. A AIP não é usada em toda a jornada no submarino, mas somente para complementar os momentos de maior necessidade de energia. A Marinha do Brasil rejeitou essa opção em favor de um objetivo de longa data, a propulsão nuclear. Desde 1979 ela conduz um programa nuclear visando a futura construção do reator. A doutrina brasileira do século XXI preconiza uma força de submarinos mista, nuclear e convencional. Os nucleares operariam nas grandes áreas marítimas, e convencionais, mais perto do litoral. As vantagens do submarino nuclear em águas azuis diminuem nas águas marrons do litoral, enquanto o submarino convencional atenua suas fraquezas.
O reator de um submarino nuclear gera mais energia e não depende do oxigênio. Além da estratégia de posição de um submarino convencional, ele pode ser usado numa estratégia de movimento, pois não precisa esnorquear e sustenta altas velocidades por longos períodos. Desta forma, pode acompanhar as forças de superfície em alto-mar e realizar sucessivos ataques e evasões, com maiores chances de sobrevivência. Comparado ao submarino convencional, é maior, tem maiores profundidades mínimas e médias de operação e é mais dispendioso de se construir. Em compensação, pode patrulhar a mesma área de um número maior de submarinos convencionais, pois gasta menos tempo em viagens de manutenção e períodos inativos.
Na literatura de língua inglesa, os submarinos convencionais são designados SSK, e os nucleares pretendidos pelo Brasil, SSN. Para ressaltar que o submarino não terá armamento nuclear, a Marinha do Brasil chama seu projeto de "submarino convencional de propulsão nuclear" (SCNA), o que pode ser confuso no exterior, onde "submarino convencional" é sinônimo de submarino de propulsão diesel-elétrica. Há submarinos de propulsão e armamento nuclear, os submarinos de mísseis balísticos, designados SSBN. O almirante Mauro César Rodrigues Pereira, ministro da Marinha de 1995 a 1999, nega que se tenha cogitado um SSBN brasileiro.

### Considerações geopolíticas

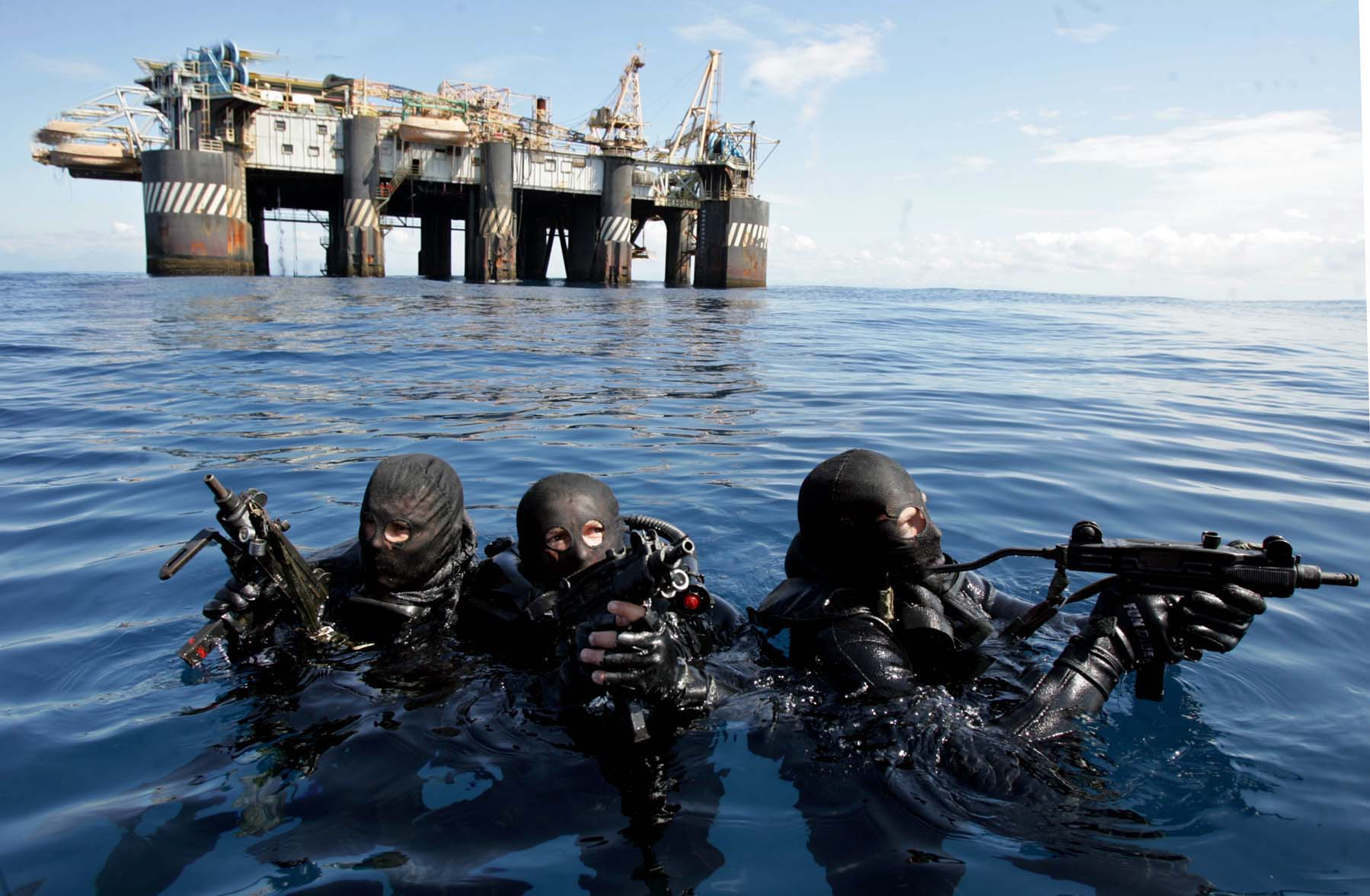
Mergulhadores de combate da ForSub nas imediações de uma plataforma petrolífera

Ao início do século XXI, uma guerra naval convencional parece pouco provável na América do Sul, e encontrar um lugar para os submarinos é uma dificuldade comum às marinhas regionais. A tendência regional não tem sido de renovação das flotilhas submarinas. Documentos de defesa brasileiros apresentam as limitações materiais, a vastidão das águas jurisdicionais a defender e as condições do seu entorno estratégico para explicar o foco na negação do uso do mar. Esta é tipicamente a estratégia do lado mais fraco de uma guerra naval. Nem todo Estado tem poderio naval para controlar a superfície oceânica onde desejar, empregando ali suas marinhas de guerra e mercante. O que as marinhas mais fracas podem fazer é infiltrar seus submarinos no espaço controlado pelo inimigo e reduzir esse controle. Este tipo de conflito é a "guerra de litoral", na qual o lado mais fraco não consegue travar batalhas oceânicas, mas pode defender seu litoral com instrumentos de anti-acesso e negação de área (A2/AD), entre eles os submarinos.
No caso de uma guerra, a Marinha não mais se vê necessariamente no "lado mais forte", como esteve nas guerras mundiais e na Guerra Fria. O Brasil pode ter que enfrentar uma campanha oceânica por conta própria. A END faz menção a um "amplo espectro de circunstâncias de combate", incluindo "quando a força inimiga for muito mais poderosa", situação que realçaria o papel dos submarinos. A rivalidade com a Argentina, a possível intervenção de potências mundiais no litoral brasileiro e as descobertas de petróleo no pré-sal são justificativas históricas para a ambição do submarino nuclear brasileiro. Atualmente ele não é explicado ao público em termos de um inimigo definido ou necessidade de projetar poder, mas com base na defesa da zona econômica exclusiva e plataforma continental do país, a "Amazônia Azul". Observadores externos questionam até que ponto a patrulha de recursos naturais seria um objetivo pertinente às capacidades desse instrumento, e se o objetivo declarado é mesmo a intenção da Marinha.
O desejo de possuir um submarino nuclear extrapola os argumentos puramente militares e envolve a inércia institucional, o orgulho nacional, as ambições de autonomia tecnológica e o prestígio concomitante. Um submarino nuclear poderia projetar poder brasileiro em mares distantes, mesmo que a ambição não exista na política externa atual. Sua existência poderia diminuir a distância entre as potências nucleares e não-nucleares. A linguagem oficial é ambiciosa: Ilques Barbosa, comandante da Marinha de 2019 a 2021, falou numa futura "força máxima de dissuasão estratégica de nosso país". Debate-se até quanto esta ambição compensa os vultosos investimentos necessários e a competição com os recursos de outros setores da esquadra, e o orçamento tem se mostrado o maior obstáculo ao programa do submarino nuclear. O efeito prometido só existirá se todos os sistemas, e especialmente os sistemas de armas, tiverem disponibilidade e eficácia suficientes.

### Áreas de operação

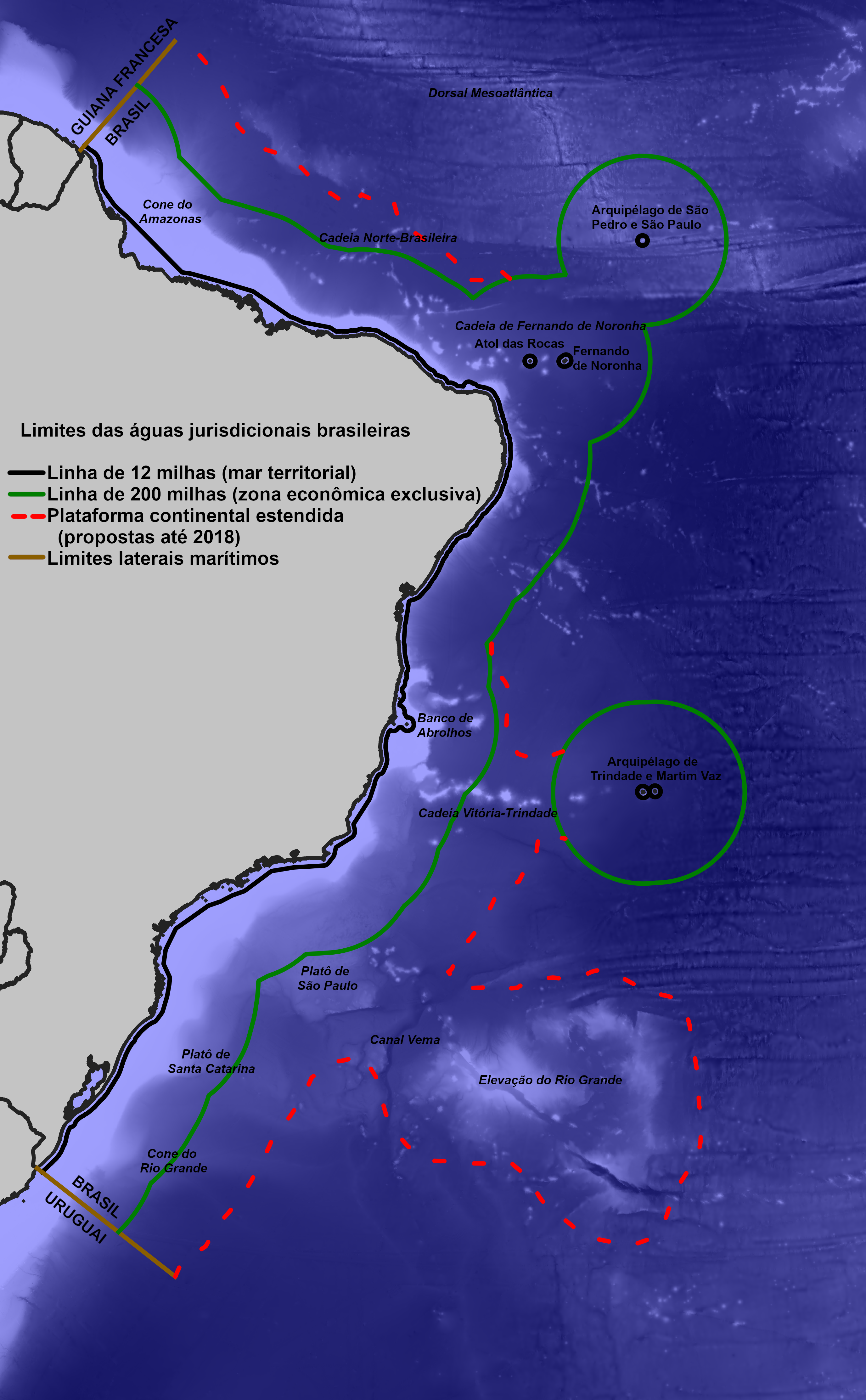
Batimetria da plataforma continental brasileira

Zonas de patrulha potenciais já foram estudadas pelos estados-maiores da Armada e da Força de Submarinos. Para a flotilha convencional, elas estariam na foz do rio Amazonas, saliente nordestino, portos de Salvador e Santos, litoral sul do Rio Grande do Sul e outras regiões, conforme a densidade do tráfego marítimo, das plataformas petrolíferas e da pesca estrangeira. Eles alcançariam até 540 quilômetros da costa. Em apresentação ao Senado em 2009, o ministro da Defesa Nelson Jobim usou um mapa em que submarinos nucleares patrulham os limites da "Amazônia Azul" e convencionais ocupam posições mais internas, geralmente nas áreas de produção petrolífera. As posições eram hipotéticas, sem inimigo definido.
Duas áreas focais para submarinos convencionais foram propostas por um comentarista da Revista Marítima Brasileira: uma ao redor de Cabo Frio, próximo ao eixo Rio-São Paulo e à bacia petrolífera de Campos, e outra ao redor de Fernando de Noronha, onde convergem as linhas de comunicação marítimas ao hemisfério norte. A segunda área seria logisticamente mais difícil. A Estratégia de Defesa Marítima, um planejamento da Marinha para o período 2024–2044, estipula a organização dos submarinos numa "Força de Desgaste", capaz de "atingir pelo menos um dos seguintes efeitos: Interromper as linhas de Comunicação Marítimas em um porto no entorno estratégico; e Negar o uso das seguintes áreas marítimas de interesse: ERG (Elevação do Rio Grande); Proximidades de Ilhas Oceânicas, Foz do Rio Amazonas, Bacias Petrolíferas de Santos e Campos".
Para o submarino nuclear, os longos períodos de missão permitiriam extensas patrulhas, com a ressalva de que seu armamento não seria apropriado contra a criminalidade marítima, que é o alvo rotineiro das patrulhas da Marinha. O máximo que se faria, nesse caso, seria avisar os meios distritais ou a esquadra. Há precedente — a Marinha do Ecuador já usou o submarino convencional Huancavilca contra a pesca ilegal — mas um grande número de pequenos navios-patrulha poderia ser adquirido por uma fração do preço de um submarino nuclear.

## Número de submarinos

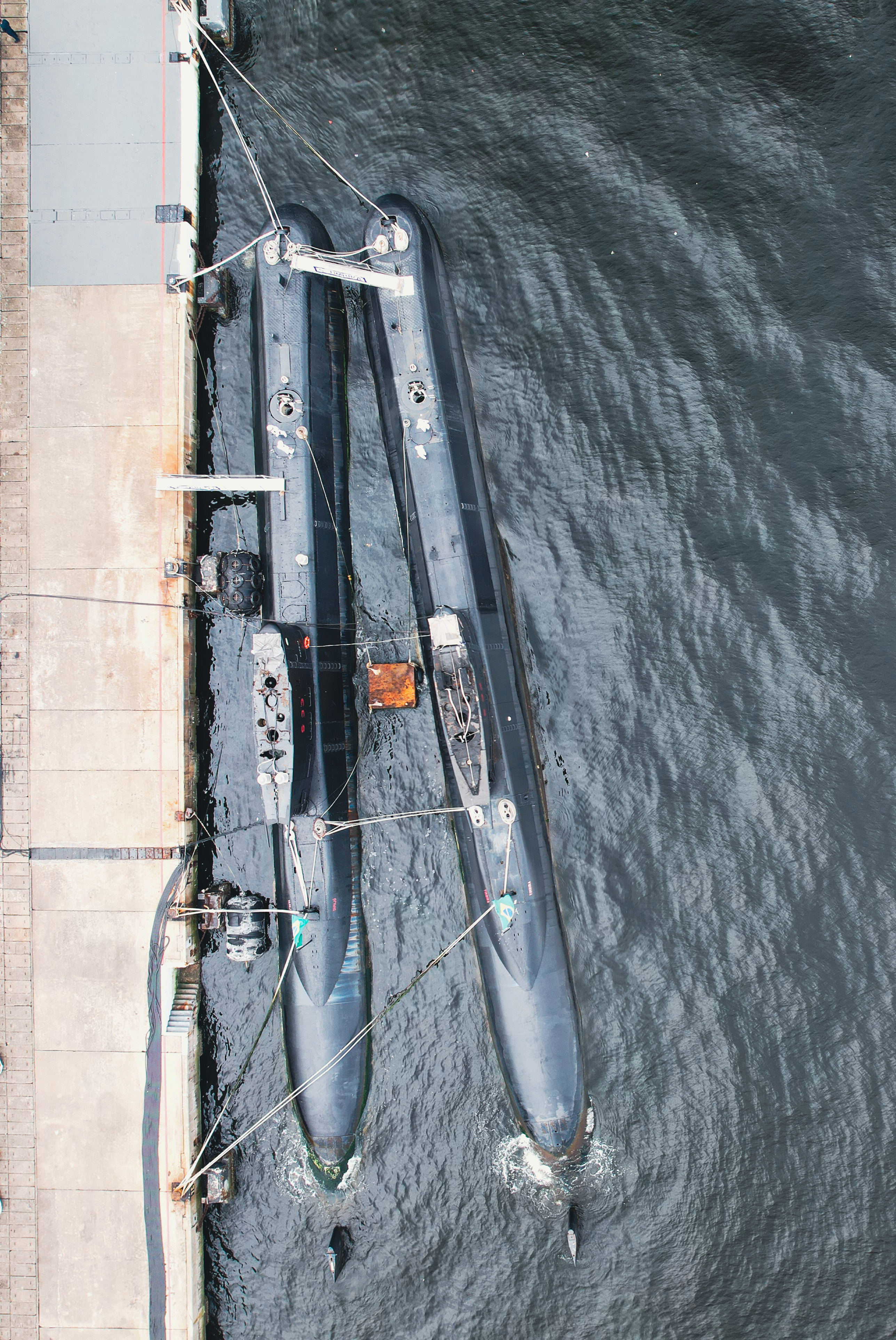
Timbira (S-32) e Tapajó (S-33) atracados na ilha de Mocanguê

Uma média de quatro a cinco submarinos estiveram em serviço no Brasil de 1913 a 2006, mantendo-se em oito ou mais de 1966 a 1992 e chegando a um máximo de dez em 1977–1978. O programa naval de 1977 planejou doze submarinos, e o Plano de Articulação e Equipamento da Marinha (PAEMB) de 2009 propôs um total de 21, mas apenas cinco foram encomendados nos anos seguintes. A Estratégia de Defesa Marítima de 2023 manteve o número de cinco submarinos, quatro convencionais e um nuclear. Ao final de 2024 havia quatro submarinos em serviço. Supondo um ritmo de produção constante de um submarino a cada cinco anos, uma vida útil de 40 anos e uma modernização de meia-vida, não seria viável operar mais de oito submarinos.
Cinco submarinos é um número pequeno para a estratégia defensiva brasileira e o mar amplo e extenso a defender. Outras economias do mesmo porte têm submarinos mais numerosos e maiores. A Marinha Real Australiana, por exemplo, tinha seis de grande porte em 2005, mesmo só pensando em usá-las em teatros de operação restritos. Em 2017 a frota brasileira de cinco submarinos era a segunda menor das marinhas dos BRICS, atrás da chinesa (68), russa (63) e indiana (15) e à frente da sul-africana (3). Mundialmente, as marinhas com o mesmo número de submarinos eram a sueca, polonesa e egípcia.
Na América do Sul, o Brasil estava na segunda posição, atrás da peruana, com seis submarinos. O número de submarinos no continente manteve-se quase constante nas duas primeiras décadas do século XXI. O deslocamento cumulativo dos seis submarinos peruanos, 7 710 toneladas, era o maior do continente em 2013, contra 7 310 nos seus equivalentes brasileiros, 5 920 na Armada do Chile e 3 512 na Armada Argentina. Os submarinos peruanos eram armados com um total de 82 torpedos, os brasileiros 80, os argentinos 66 e os chilenos 64. Entretanto, a Armada do Chile tinha superioridade tecnológica, atingindo a maior profundidade submersa e o maior alcance com os seus torpedos, podendo também lançar mísseis antinavio Exocet SM39. O Chile estava na dianteira tecnológica desde 2005, quando recebeu seu primeiro submarino da classe Scorpène, tomando o lugar da Argentina. A balança penderia para o lado do Brasil após o comissionamento de seus próprios Scorpène. O Brasil e o Chile operavam os únicos submarinos de construção recente na América do Sul em 2023; todos os demais datavam das décadas de 1970 e 1980.
Dificilmente a força inteira estaria disponível ao mesmo tempo, pois os submarinos são submetidos a um rodízio de períodos de manutenção prolongados. Em 2011, por exemplo, dois dos cinco em serviço estavam disponíveis, num panorama de baixa disponibilidade dos meios das Forças Armadas. A tradicional regra prática nas marinhas estrangeiras é que para cada submarino em operação, um está se preparando e outro se recuperando de operações recentes. As marinhas britânica e francesa assumem um total de quatro submarinos nucleares para cada um no mar. Para uma flotilha de um submarino só, vale o dito: "quem só tem um não tem nenhum". Para ter permanentemente dois ou três submarinos convencionais em missão, seria preciso manter oito em serviço.
Os submarinos das classes Tupi e Tikuna passaram em média 83,25 dias de mar em 2005, 63,88 em 2006 e 71,1 em 2007, valores baixos e que prejudicam o adestramento. A despesa média por submarino de 2005 a 2008 foi de nove milhões de dólares ao ano. As maiores despesas diretas são relativas a reparos e sobressalentes e não ao combustível e lubrificantes. Ainda assim, a forma habitual de poupar recursos é cortar o tempo de operação.

## Classes de submarino
A história dos submarinos brasileiros pode ser periodizada conforme os países de origem da sua tecnologia: a Itália, com as classes Foca (1914–1933), Balilla (1929–1950) e Perla (1937–1959), os Estados Unidos, com as classes Fleet Type I (1957–1967), Fleet Type II (1963–1973), Guppy II (1972–1993) e Guppy III (1973–1992), o Reino Unido, com a classe Oberon (1973–2001), a Alemanha, com a classe IKL-209-1400/Tupi (1989–presente) e sua derivada, a classe Tikuna (2005–presente), e a França, com a classe Scorpène/Riachuelo (2022–presente). A partir da classe Tupi a indústria brasileira passou a montar os submarinos.

### Origem italiana

#### Foca/Classe F

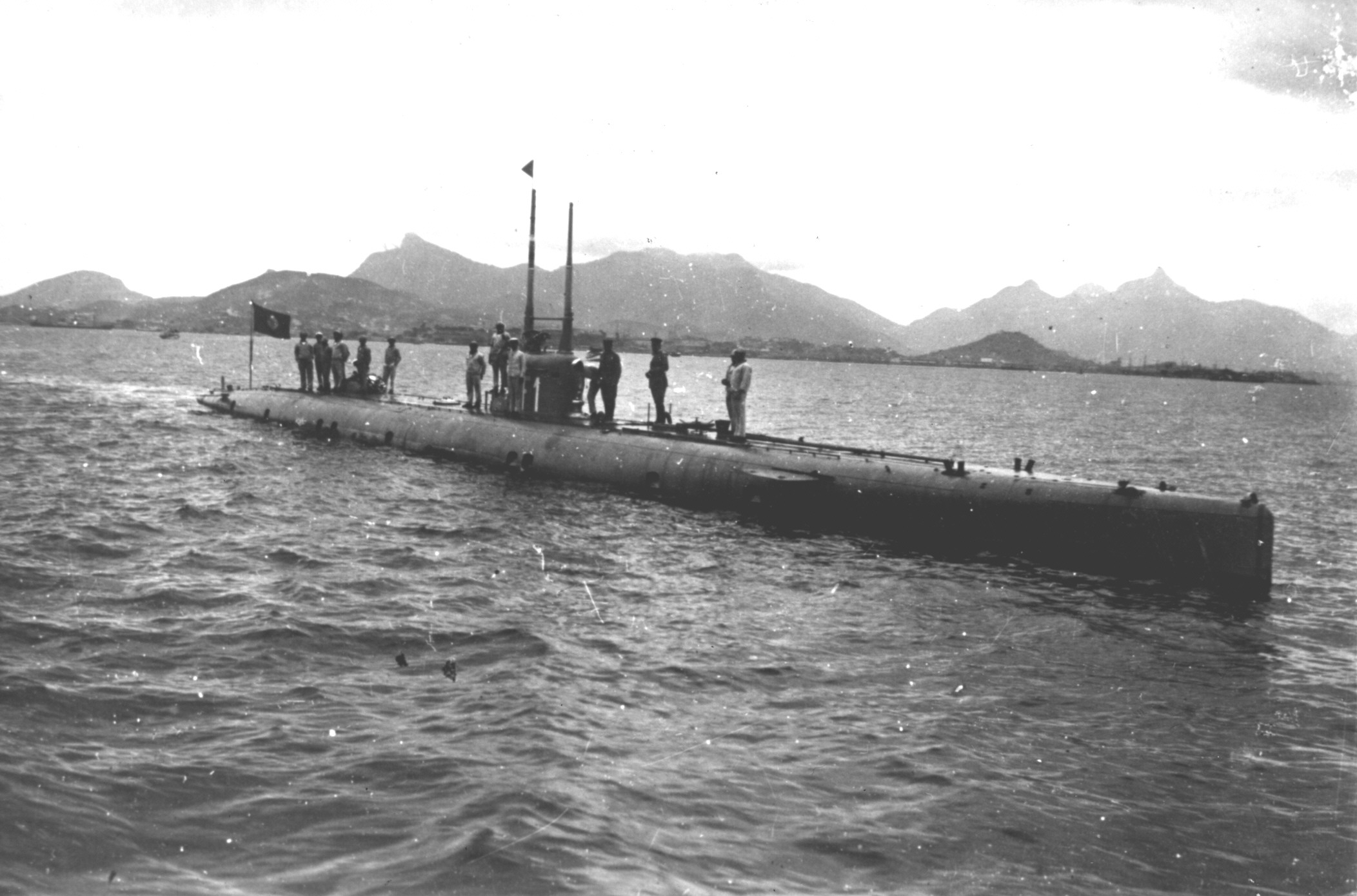
Submersível F1

Classe de três submersíveis, o F1 (1913–1933), F3 (1914–1933) e F5 (1914–1933), cada qual com 370 toneladas de deslocamento carregado, 23 tripulantes, profundidade máxima de mergulho de 40 metros, velocidade máxima de 13,5 nós na superfície e 8,5 nós submersa, e armamento de dois tubos de torpedos de 18 polegadas, com armazenamento total de quatro unidades. Sua encomenda foi parte da corrida armamentista naval sul-americana, quando a Marinha procurava superar sua inferioridade material em relação à Argentina e Chile. Os submersíveis estiveram na agenda do Ministério da Marinha desde a administração do almirante Júlio de Noronha (1902–1906), mas não eram prioridade ante aos ambiciosos investimentos em grandes navios de superfície. O contrato foi assinado durante a gestão do almirante Marques de Leão (1910–1912) e os submersíveis, construídos na Itália, país de destaque no setor.
A classe foi a mais eficaz dos submersíveis costeiros da Marinha Real Italiana e encontrou outros compradores nas marinhas portuguesa e espanhola. No Brasil os três submersíveis foram usados no adestramento das tripulações, normalmente na baía de Guanabara, às vezes na baía da ilha Grande, Cabo Frio e São Sebastião e uma vez em Santos. Na Primeira Guerra Mundial, patrulharam os arredores do porto do Rio de Janeiro. A classe tinha limitado poder de combate, e seu mérito foi de formar as primeiras gerações de submarinistas brasileiros.
Numerosos oficiais e praças da Flotilha de Submersíveis aderiram ao tenentismo em 1924, participando da conspiração do capitão de mar e guerra Protógenes Guimarães para derrubar o governo Artur Bernardes. Os comandantes do F1 e F5 eram conspiradores, enquanto o do F3 permaneceu governista. Na noite de 21 de outubro o F1 e F5 estiveram guarnecidos e armados à espera de uma salva de tiros dos couraçados, que marcaria o início da revolta, mas ela nunca veio. A descoberta da conspiração e as subsequentes prisões sacrificou a curto prazo a capacidade operativa desses submarinos. No mês seguinte a Flotilha foi destacada para atacar o couraçado São Paulo quando sua tripulação entrou em revolta, mas o combate não se concretizou e o navio deixou a Baía de Guanabara.

#### Balilla

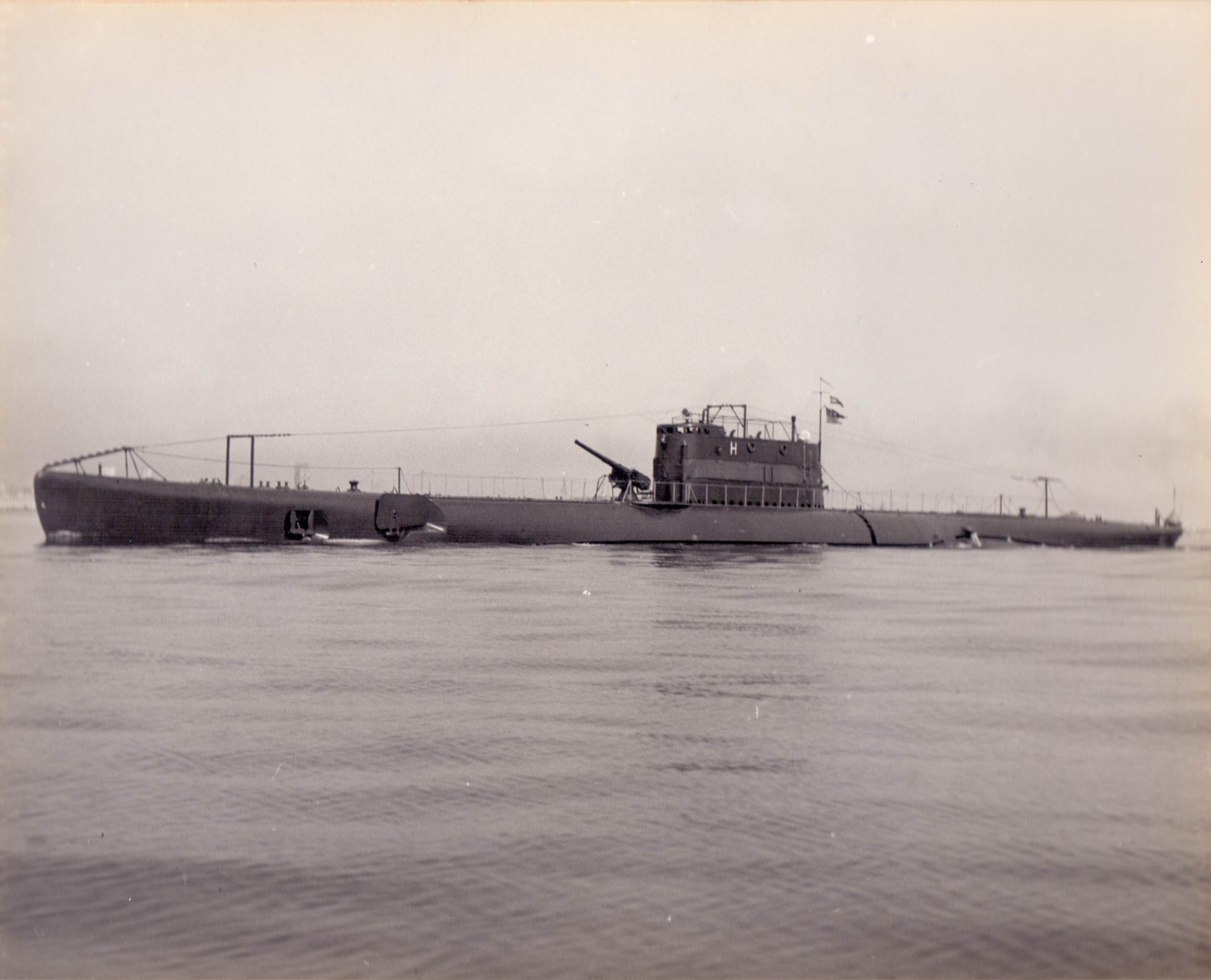
Humaytá

Classe de um submarino, o Humaytá (1929–1950), com deslocamento de 1 427 toneladas (padrão) e 1 884 toneladas (carregado) — grande para a época — 68 tripulantes e profundidade máxima de mergulho de 100 metros. Era armado com seis tubos de torpedos de 21 polegadas, com capacidade para doze torpedos (Whitehead tipo SI), um canhão de 120 mm/41 calibres, duas metralhadoras Hotchkiss de 13,2 mm e 16 minas Ansaldo. Projetado para operações a longa distância, tinha raio de ação de 13 000 milhas náuticas na velocidade de 7 nós, na superfície, ou 80 milhas náuticas a 4 nós submerso, alcançando velocidades máximas de 18,5 nós na superfície e 10 nós submerso. Designado no Brasil como "submarino de esquadra" (SE), pode ser considerado o primeiro submarino brasileiro. Outros três da mesma classe serviram na Itália.
De 1933 a 1937, entre o descomissionamento dos Foca e a incorporação dos Perla, a Flotilha de Submersíveis foi extinta e o Humaytá foi subordinado diretamente ao Comando da Defesa Móvel do Porto do Rio de Janeiro. Ele realizou as primeiras operações de minagem submarina no país e enfrentou manutenções frequentes e difíceis, mas estava na ativa durante a Segunda Guerra Mundial, quando recebeu missões de patrulha e de adestramento de escoltas de superfície e tripulações aéreas brasileiras e americanas.

#### Perla/Classe T
Classe de três submarinos, o Tupy (T-1), Tymbira (T-2) e Tamoyo (T-3), todos incorporados em 1937 e descomissionados em 1959. Cada um deslocava 615 toneladas(padrão) e 853 toneladas (carregado), com 33 tripulantes, profundidade máxima de mergulho de 80 metros, velocidade máxima de 14 nós (superfície) ou 7,5 nós (imersão) e raio de ação de 2 150 milhas náuticas a 8,5 nós (superfície) ou 72 milhas a 4 nós (imersão). A classe era armada com seis tubos de torpedos de 21 polegadas, um canhão de 100 mm/41 calibres e quatro metralhadoras Hotchkiss de 13,2 mm. Eram submarinos menores de patrulha, do tipo 600 toneladas, que também serviram à marinha italiana. Suas limitações eram comparáveis às da classe F.
A classe T foi adquirida quando o governo lutava com dificuldades financeiras para substituir os navios decadentes contemporâneos à antiga classe F. O planejamento era para seis submarinos, mas a entrada da Itália na Segunda Guerra Mundial em 1940 interrompeu entregas adicionais, e planos de construir os outros três no Brasil foram suplantados por outras prioridades. Quando o Brasil entrou na guerra, a classe T não tinha condições de enfrentar diretamente os submarinos inimigos no litoral. Mas justamente por ser de projeto italiano — país em guerra com o Brasil — eles eram convenientes ao treinamento antissubmarino. A Flotilha de Submarinos foi transferida ao Recife e subordinada à Força Naval do Nordeste para servir de "vítima" no treinamento de navios e aeronaves brasileiras e americanas. O submarino mergulhava e rebocava uma boia na superfície, enquanto as forças antissubmarino simulavam ataques.

### Origem americana

#### Fleet Type

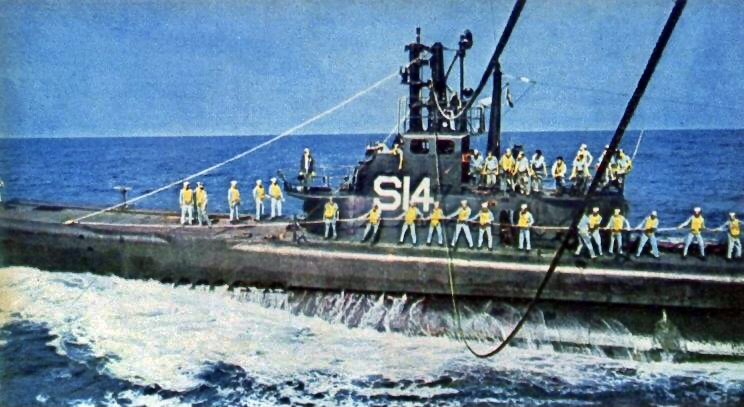
Humaitá (S-14)

Designação aplicada a duas classes, a Gato ou Fleet Type I e a Balao ou Fleet Type II, ambas de submarinos americanos veteranos da Segunda Guerra. A primeira foi representada pelo Humaitá (S-14, 1957–1967) e Riachuelo (S-15, 1957–1966), que eram respectivamente o ex-USS Muskallunge (SS-262) e USS Paddle (SS-263). A segunda era do Rio Grande do Sul (S-11, 1963–1972) e Bahia (S-12, 1963–1973), respectivamente ex-USS Sand Lance (SS-381) e ex-USS Plaice (SS-390).
Cada Gato deslocava 1 475 toneladas (carregado na superfície) ou 2 370 toneladas (em mergulho), com 70 tripulantes, profundidade máxima de mergulho de 91 metros, velocidade máxima de 20 nós (superfície) ou 8,7 nós (imersão) e raio de ação de 12 000 milhas náuticas a dez nós na superfície. Eles eram armados com dez tubos de torpedo de 21 polegadas, com capacidade para 24 torpedos. A classe Balao era um pouco aperfeiçoada, tendo como principal vantagem o sonar mais potente, que podia orientar o ataque com o submarino abaixo da cota periscópica.
Esses submarinos já estavam obsoletos desde o final da guerra, com o advento dos novos submarinos com esnórquel, e foram transferidos através do Acordo Militar Brasil-Estados Unidos. O anteprojeto da lei americana de empréstimo para a classe Gato mencionou a "necessidade de submarinos para que a Armada Brasileira disponha de elementos para treinar a condução da guerra antissubmarino" e expôs: "a Marinha de Guerra dos Estados Unidos tem 24 submarinos de casco leve na sua esquadra de reserva. Esses submarinos não mais são considerados unidades combatentes efetivas. Se elas forem reativadas em emergência futura, elas serão provavelmente usadas com nosso próprio treinamento. Estima-se que dois desses submarinos podem ser emprestados ao Brasil sem detrimento de nossa mobilização potencial". Para o Brasil, a necessidade era substituir a classe T, cuja manutenção já estava difícil por falta de peças sobressalentes. Além da transferência de material, submarinistas brasileiros foram enviados a cursos nos Estados Unidos.
Os torpedos eram importados, e continuariam sendo por décadas. A Marinha chegou a organizar uma fábrica na Ponta da Armação, onde foram montados 20 torpedos de 21 polegadas Mk. XV mod. III, com planos americanos, mas era mais fácil importar armamentos através do Acordo Militar. Ao início da Guerra da Lagosta, em 1963, o Humaitá não tinha condições de navegar e o Riachuelo podia ficar pronto em dez dias. Devido ao foco no treinamento antissubmarino, nenhum de seus torpedos possuía cabeça de combate, e foi preciso encher nove cabeças de exercício com trotil, sem nenhuma certeza se funcionariam em combate. O submarino foi transferido ao Recife como parte da mobilização naval contra a França. Dois dos submarinos estavam atracados na Ilha do Mocanguê durante o golpe de Estado do ano seguinte. O almirante e ex-ministro da Marinha Sílvio Heck tentou sublevar a força, mas descobriu que faltavam peças a um submarino e tripulantes a outro.

#### Guppy

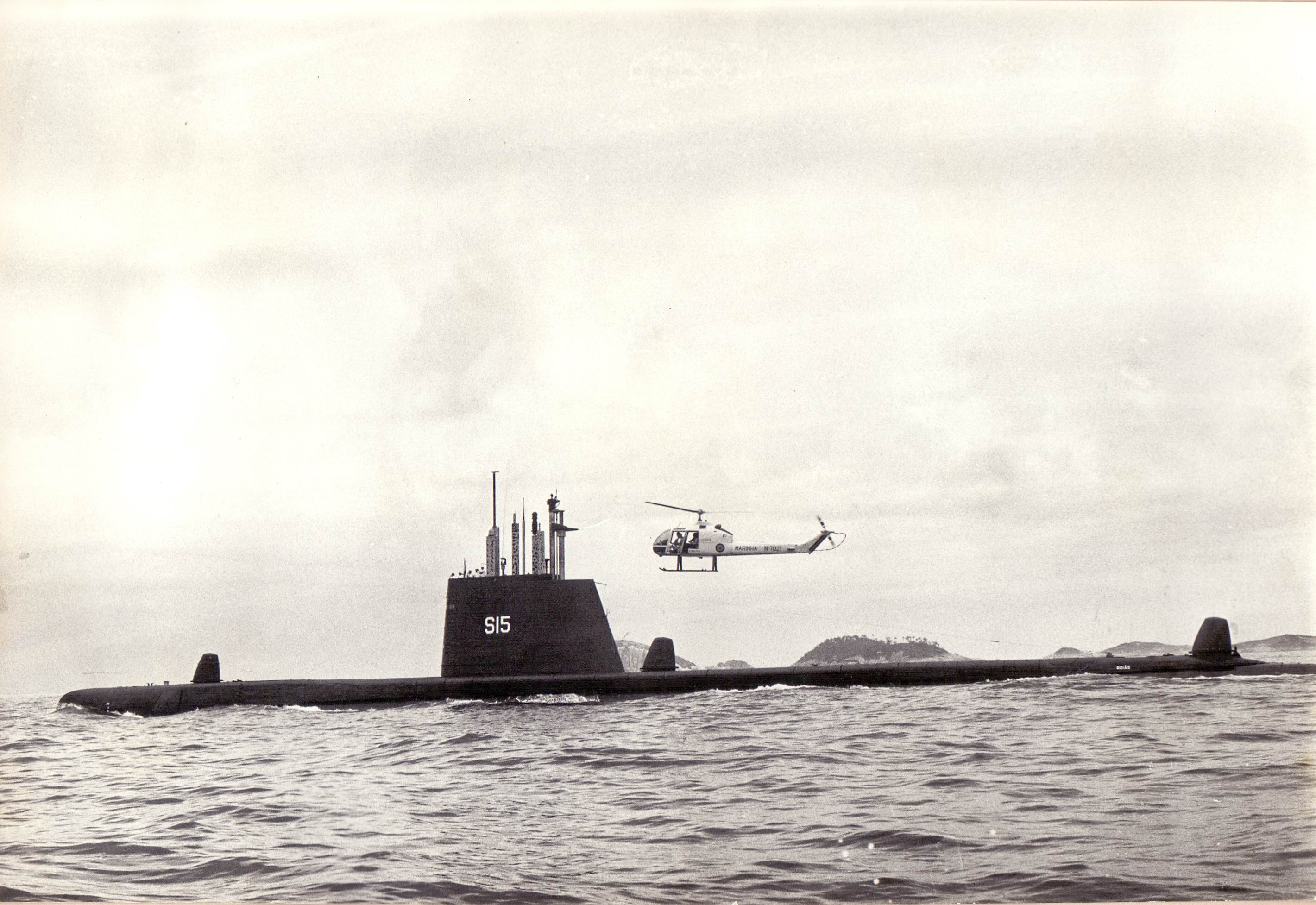
Goiás (S-15)

Designação aplicada a dois grupos, o Guppy II e Guppy III. O primeiro consistia no Guanabara (S-10, 1972–1983), Rio Grande do Sul (S-11, 1972–1978), Bahia (S-12, 1972–1993), Rio de Janeiro (S-13, 1972–1978) e Ceará (S-14, 1973–1987), que haviam sido, na marinha americana, o USS Dogfish (SS-350), USS Grampus (SS-523), USS Sea Leopard (SS-483), USS Odax (SS-484) e USS Amberjack (SS-522). O segundo consistia no Goiás (S-15, 1973–1990) e Amazonas (S-16, 1973–1992), que eram o ex-USS Trumpetfish (SS-425) e ex-USS Greenfish (SS-351). Os Guppy eram submarinos  da Segunda Guerra das classes Gato, Balao e Tench modernizados pelo Programa de Maior Potência de Propulsão sob a Água (Greater Underwater Propulsion Power Program).
Os Guppy II deslocavam 1 870 toneladas (carregados na superfície) ou 2 420 toneladas (em imersão), com 83 tripulantes, profundidade máxima de mergulho de 122 metros, velocidade máxima de 18 nós (superfície) ou 15 nós (em imersão) e raio de ação de 12 000 milhas náuticas a 10 nós na superfície ou submerso com esnórquel. O armamento era de dez tubos de torpedo de 21 polegadas, com capacidade total de 24 torpedos. Os Guppy III eram ligeiramente maiores, deslocando 1 975 toneladas na superfície e 2 450 toneladas em imersão, e atingiam velocidade máxima de 20 nós na superfície, com raio de ação de 15 000 milhas náuticas a oito nós. O armamento e tripulação eram os mesmos.
O maior avanço tecnológico foi o esnórquel, com o qual não era mais necessário vir à superfície para carregar as baterias. Assim como diversos contratorpedeiros americanos recebidos nesse mesmo período, os Guppy tiveram um longo serviço, mas vieram apenas para preencher lacunas até a incorporação de novos meios planejados num programa de reaparelhamento da segunda metade dos anos 1960.

### Origem britânica

#### Oberon

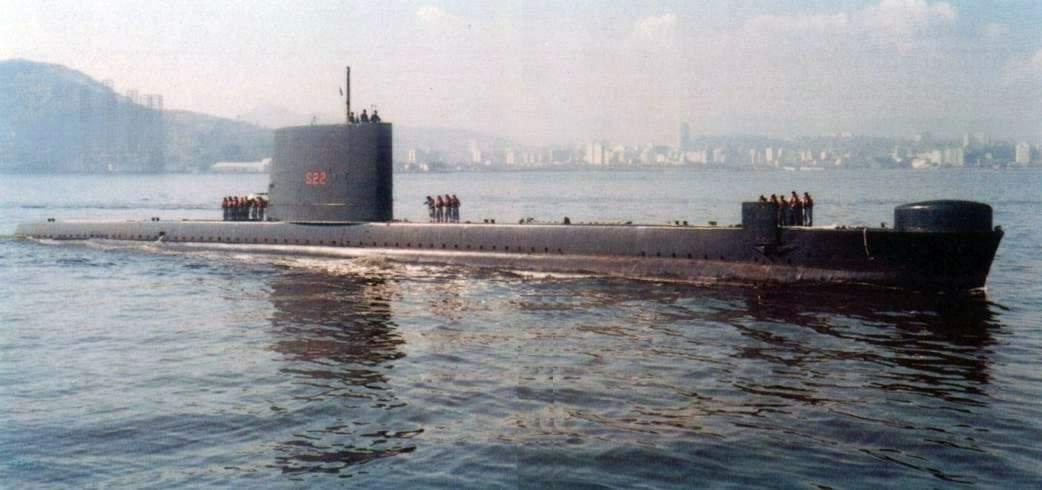
Riachuelo (S-22)

Classe de três submarinos, o Humaitá (S-20, 1973–1996), Tonelero (S-21, 1977–2001) e Riachuelo (S-22, 1977–1997). Cada qual deslocava 2 040 toneladas (carregado na superfície) ou 2 410 toneladas (em imersão), com 74 tripulantes, velocidade máxima de 17,5 nós (na superfície) ou 15 nós (em imersão), raio de ação de 11 000 milhas náuticas a 11 nós e 56 dias de autonomia. Embora de porte equivalente aos Guppy, os Oberon tinham menos espaço interno e conforto à tripulação. Eles eram armados com oito tubos de torpedos de 21 polegadas, com capacidade total para 24, podendo também lançar minas e despistadores. Vários torpedos podiam ser carregados: o novo Mk. 24 Tigerfish guiado a fio, o Mk. 37 Mod. 2 e o antigo Mk. 8 Mod. 4. O Mk. 24 ainda estava em desenvolvimento quando adquirido e decepcionou nos teste de disparo. A Marinha do Braisl rejeitou as oferas britânicas de uma versão melhorada, o Mk. 24 Mod 1.
A classe foi um salto tecnológico para a Força de Submarinos, introduzindo-a à era da informática, e uma mudança cultural pelo contato com a marinha britânica, onde alguns oficiais chegaram a realizar o curso de comandante de submarino, o "Perisher". Os Oberon foram adquiridos juntamente com as fragatas da classe Niterói, também britânicas, num momento de distanciamento dos fornecedores americanos. Como a indústria nacional ainda não conseguiria montar um submarino por conta própria, os britânicos, que não tinham restrições ao fornecimento de tecnologias mais avançadas, eram a alternativa. A classe também foi usada pelas marinhas britânica, australiana, chilena e canadense.
A classe passaria pelo acidente mais grave da Força de Submarinos. Em 24 de dezembro de 2000 o Tonelero, último Oberon ainda em atividade, afundou no cais do Arsenal de Marinha do Rio de Janeiro, onde estava em reparos, devido a múltiplas falhas humanas. Toda a tripulação escapou ilesa do acidente e o submarino foi reflutuado em poucos dias, mas teve sua aposentadoria antecipada. Segundo o capitão-de-corveta Marcelo Glatthardt, o acidente foi para a Marinha do Brasil o que o afundamento do submarino russo Kursk, meses antes, havia sido para o público mundial, desgastando sua imagem ante à opinião pública brasileira e evidenciando o quanto uma operação de salvamento seria difícil em alto-mar. Acidentes com submarinos são incomuns na América do Sul, mas existem casos, alguns deles fatais. Um comandante anônimo relatou também um caso em que o Humaitá foi atingido pelo próprio torpedo, que não estava carregado de explosivos. O acidente do Kursk, atribuído à explosão de um torpedo, levou ao cancelamento de um projeto de torpedo pesado sueco-brasileiro com especificações semelhantes ao modelo russo.

### Origem alemã

#### Tipo 209/TupieTikuna
Classe de cinco submarinos, o Tupi (S-30, 1989–presente), Tamoio (S-31, 1994–2023), Timbira (S-32, 1996–2023), Tapajó (S-33, 1999–2023) e Tikuna (S-34, 2005–presente). O Tikuna é às vezes referido como classe distinta, que teria um segundo integrante, o Tapuia (S-35), cuja construção foi cancelada por falta de verbas.
Os quatro primeiros deslocavam 1 150 toneladas na superfície e 1 440 imersos, com 42 tripulantes, profundidade máxima de imersão de 250 metros, velocidade máxima de 11 nós na superfície e 21,5 nós imersa, autonomia de 50 dias e raio de ação de 10 000 milhas náuticas a oito nós, na superfície ou com esnórquel, ou 400 milhas a quatro nós em imersão, com a carga das baterias. O Tikuna é uma versão melhorada com deslocamento na superfície de 1 550 toneladas, 36 tripulantes e alcance 30% maior. Todos os cinco foram armados com oito tubos de torpedo de 21 polegadas, com capacidade para 16 torpedos. Os torpedos pesados eram inicialmente os mesmos Tigerfish dos Oberon, substituídos em 2006 pelos Mk. 48 Mod. 6 AT de origem americana.
O Tupi foi montado na Alemanha e o resto da frota no Brasil, sendo assim o primeiro país no Hemisfério Sul a construir submarinos. 70 engenheiros, técnicos e operários estagiaram no estaleiro Howaldtswerke-Deutsche Werft, em Kiel, e o Arsenal de Marinha do Rio de Janeiro (AMRJ) recebeu uma nova oficina e um dique flutuante. Em 15 de julho de 1986 foi batida a quilha do Tamoio, primeiro submarino construído no Brasil. O horizonte da Marinha era aprender o suficiente para no futuro projetar os próprios submarinos, convencional e nuclear. A classe 209 atendia ao perfil tecnológico e operacional desejado. Ela era um sucesso de exportação, embora nunca tenha servido na marinha alemã. Só na América do Sul ela encontrou seis outros compradores: a Argentina, Peru, Colômbia, Venezuela, Equador e Chile.
Em exercícios de lançamento de armas, os IKL-209 afundaram os cascos dos antigos contratorpedeiros Marcílio Dias, em 1996, e Espírito Santo, em 1999. Em maio de 1997 o Tamoio participou com as marinhas da Organização do Tratado do Atlântico Norte (OTAN) da Operação Linked Seas. O submarino brasileiro chegou à distância de disparo de torpedos do porta-aviões espanhol Príncipe de Asturias (R-11), nau capitânia das forças navais oponentes, sem ser detectado pelas mais de dez fragatas e contratorpedeiros que lhe serviam de escolta. Pelas regras do exercício, o Tamoio "afundou" o porta-aviões. O Tikuna faria o mesmo com o porta-aviões americano Carl Vinson (CVN-70) em 2010. O evento não é único; submarinos de outras marinhas, como a peruana, alemã e italiana, já conseguiram se aproximar de porta-aviões americanos em manobras internacionais. Os ocorridos também ilustram a continuidade dos exercícios conjuntos com a Marinha americana. Ao início do século XXI, o Brasil era o último país da margem atlântica da América do Sul a contribuir ao treinamento de submarinistas americanos.

#### Planos abandonados
A capacitação tecnológica desenvolvida com os IKL-209 foi direcionada a uma tentativa de projeto brasileiro, o Submarino Nacional I (SNAC-I). Este programa e seu sucessor nos anos 1990, o Submarino Médio Brasileiro (SMB-10), acabaram cancelados e a Marinha optou por um projeto estrangeiro. As negociações com a siderúrgica alemã ThyssenKrupp para um submarino convencional IKL-214 eram promissoras em 2005, mas o projeto não foi assinado. Em 2007 o governo federal liberou novas verbas, com as quais seria negociada uma parceria com a França para concretizar o Programa de Desenvolvimento de Submarinos (ProSub).

### Origem francesa

#### Scorpène/Riachuelo

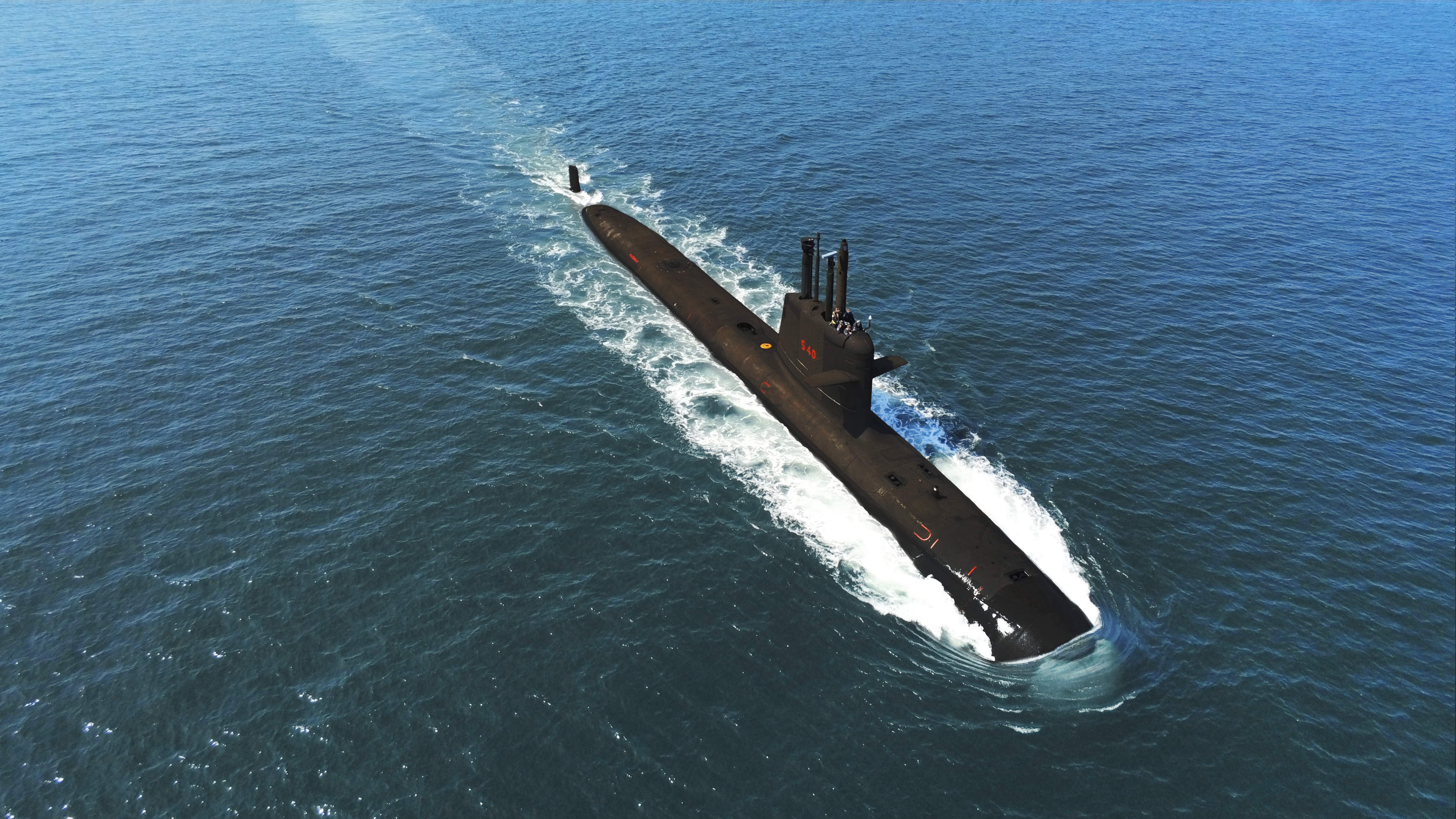
Riachuelo (S-40)

Classe de quatro submarinos, o Riachuelo (S-40, 2022–presente), Humaitá (S-41, 2024–presente), Tonelero (S-42, não comissionado) e Almirante Karam (S-43, não comissionado). Cada um desloca 1 740 toneladas na superfície e 1 900 submerso, com 41 tripulantes, profundade máxima de mergulho maior que 250 metros, velocidade máxima de 20 nós, autonomia de 70 dias e raio de ação de 13 000 milhas náuticas a oito nós (na superfície ou com esnórquel) ou 400 milhas a quatro nós (com a carga das baterias). Eles são armados com seis tubos de lançamento, com capacidade para 18 torpedos de 21 polegadas, oito mísseis Exocet SM39 e/ou minas submarinas, além de dois lançadores de contramedidas Contralto-S. A implementação dos mísseis seria uma capacidade inédita na Força de Submarinos.
A classe Riachuelo ou S-BR é uma versão alongada dos Scorpène exportados para as marinhas chilena, indiana e malaia. A Marinha do Brasil optou por não incluir um sistema de propulsão independente do ar (AIP). A antiga Mectron desenvolvia um Torpedo Pesado Nacional (TPN) para equipar os submarinos do ProSub, mas em 2018 não havia mais notícia do projeto desde 2015. Os novos submarinos receberam o torpedo francês F-21. Desta forma, perdura a dependência em torpedos estrangeiros. Outros pontos para os quais há ou houve planos de nacionalização são os mísseis e os sistemas digitais operativos: o sistema de gerenciamento de combate e o sistema de gerenciamento integrado de plataforma.
A encomenda dos quatro submarinos e outros sete contratos foram assinados pela Diretoria-Geral de Material da Marinha em 2009, dando forma ao ProSub. Este projeto também abrange a transferência de tecnologia à Marinha e à indústria brasileira e a construção de um complexo naval e industrial em Itaguaí, Rio de Janeiro, onde as embarcações serão montadas, culminando no lançamento de um quinto submarino com propulsão nuclear.

#### Álvaro Alberto

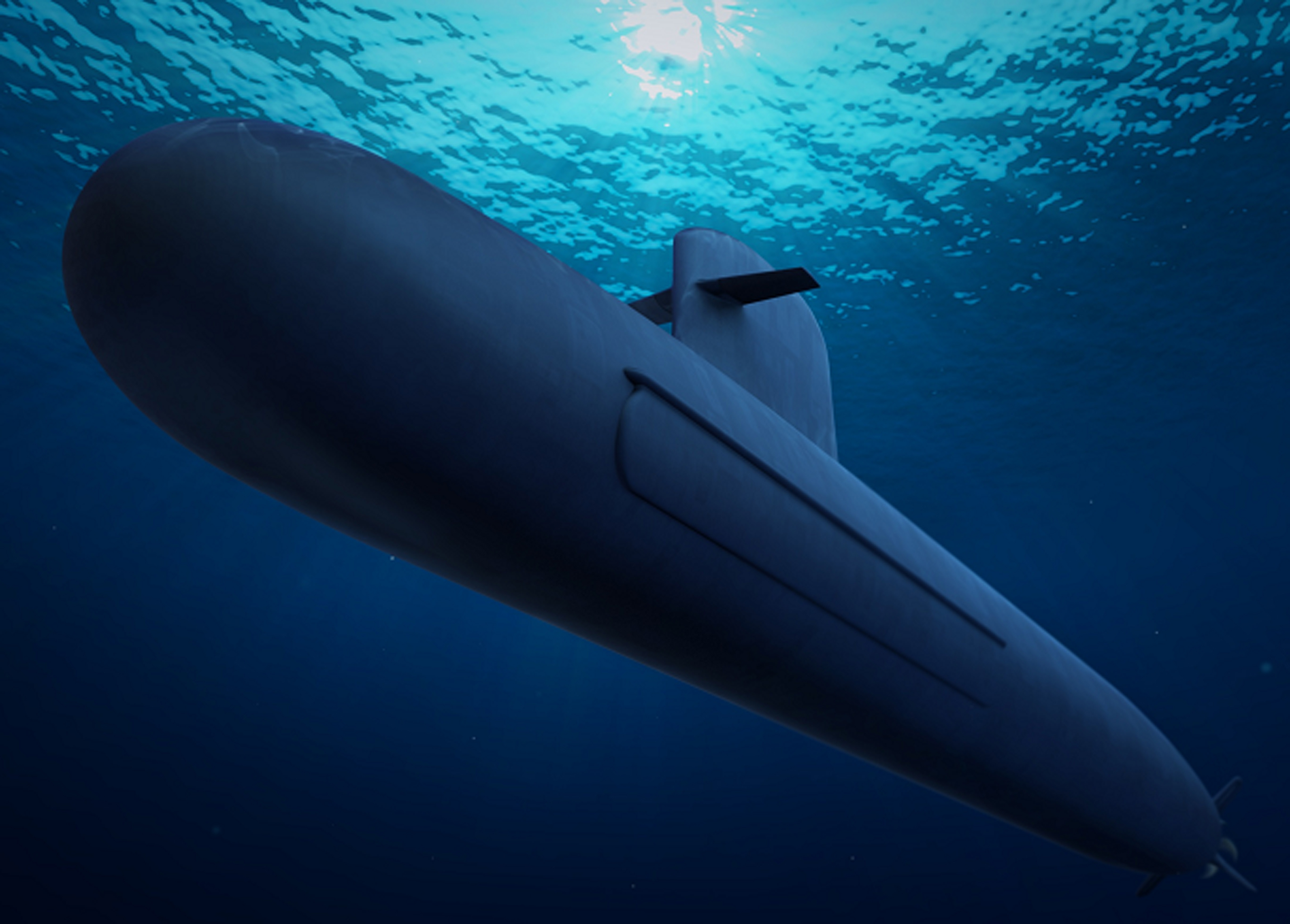
Representação artística do SN-BR

O objetivo final do ProSub é construir o primeiro submarino nuclar brasileiro (SN-BR), a ser denominado Álvaro Alberto (SN-10). Em 2018 projetava-se que ele deslocaria 6 000 toneladas na superfície e 6 500 em imersão, com raio de ação de 15 000 milhas e nenhuma restrição de combustível à autonomia, podendo navegar por quanto suportar sua tripulação. A velocidade máxima imersa, superior a 19 nós, não supera a dos submarinos convencionais, mas poderá ser mantida a longas distâncias, enquanto as baterias dos submarinos diesel-elétricos são consumidas em poucas horas de velocidade de pico. O casco é uma versão ampliada da classe Riachuelo, de comprimento superior a 100 metros, contra 71,6 metros na versão convencional. O armamento ainda seria convencional; o Brasil pretende ser o único país a não complementar a propulsão nuclear com as armas nucleares.
O reator a ser usado no SN-BR e seu combustível nuclear serão fornecidos pelo Programa Nuclear da Marinha. Seu sucesso incluiria o Brasil no seleto grupo de países a operar submarinos nucleares— os cinco membros permanentes do Conselho de Segurança das Nações Unidas e mais a Índia. Cortes no orçamento militar e o redirecionamento das políticas externa e de defesa congelaram o projeto nos anos 1990, mas ele seria retomado com energia na década seguinte, culminando na Estratégia Nacional de Defesa de 2008, que transformou o submarino nuclear numa prioridade nacional.
O ProSub é o maior dos programas de construção da Marinha e uma prioridade para sua liderança. O almirante Armando Vidigal observou em 2009 que "a Marinha transformou o submarino nuclear em um símbolo, e quem for contra esse símbolo vai encontrar uma séria oposição na Marinha". Ele mesmo receava que os investimentos nos submarinos ocorressem à custa de outras plataformas navais. Na melhor das hipóteses, ele induziria a renovação de toda a esquadra com aquisições complementares; na pior, construiria "ilhas de tecnologia avançada num oceano de equipamentos obsoletos e inócuos". A crise econômica de 2014 dilatou os prazos, mas o programa sobreviveu. Em 2024, projetava-se um comissionamento do SN-BR em 2037.

## Organização
O Comando da Força de Submarinos é liderado por um oficial do posto de contra-almirante ou vice-almirante desde 1973. Ele está subordinado ao Comando em Chefe da Esquadra (ComemCh), sob o qual também estão duas outras Forças, a de Superfície (ForSup) e a Aeronaval (ForAerNav). Sua sede localiza-se Complexo Naval de Itaguaí, Rio de Janeiro, desde 2021, quando foi transferido com seu Estado-Maior da ilha de Mocanguê. Subordinam-se a ele os submarinos e navios auxiliares, cada qual é uma unidade militar própria, o Centro de Instrução e Adestramento Almirante Áttila Monteiro Aché (CIAMA), a Base de Submarinos da Ilha da Madeira (BSIM), a Base Almirante Castro e Silva (BACS) e o Grupamento de Mergulhadores de Combate (GRUMEC). O Comando tem competências de controle operativo, supervisão militar e administrativa e diretoria técnica sobre as organizações subordinadas. Ademais, controla e estabelece as normas e procedimentos para as atividades de mergulho na Marinha.
As bases são incumbidas de prover a infraestrutura de atracação, reparos, manutenção e apoio administrativo aos submarinos e navios de superfície, a segurança do complexo e apoio básico de saúde. A BACS, na ilha de Mocanguê, é a mais antiga: a ilha foi a base original dos primeiros subversíveis, desde 1914, e a base atual foi construída em 1947. Seu cais de 432 metros de comprimento na baía da Guanabara já recebeu fragatas, navios mercantes e até plataformas. Entretanto, ele não tem calado para receber submarinos nucleares. A BSIM foi construída como parte do ProSub e ativada em 2020. A base naval propriamente dita é parte de um complexo naval com um estaleiro e um complexo nuclear. Sua estrutura inclui um elevador de submarinos com capacidade para até oito mil toneladas, dez cais e duas docas secas, com capacidade para atracar até dez submarinos (seis convencionais e quatro nucleares), três rebocadores portuários, uma lancha de apoio ao mergulho e uma embarcação de recolhimento de torpedos.
Os planos anunciados à época da transferência do Comando a Itaguaí eram de concentrar ali todos os submarinos e suas capacidades, deixando em Mocanguê apenas a infraestrutura industrial, os escafandristas e mergulhadores de combate. A Empresa Gerencial de Projetos Navais transferiu a Itaguaí efetivos ocupados na manutenção de submarinos no Arsenal de Marinha do Rio de Janeiro (AMRJ). A ideia era reaproveitar as instalações de Gerência de Reparos de Submarinos (AMRJ/G4), com seu prédio administrativo, oficinas e dique Santa Cruz, para trabalhos com navios de superfície. Também se planejava a transferência do CIAMA. Esta organização é a antiga Escola de Submarinos, estabelecida como organização militar independente em 1963, denominada Centro de Instrução e Adestramento de Submarinos e Mergulho (CIASM) em 1973 e batizada com o nome atual em 1978. Ela forma os submarinistas e outros efetivos especializados da ForSub e efetua testes, pesquisas e inspeções.

### Navios auxiliares

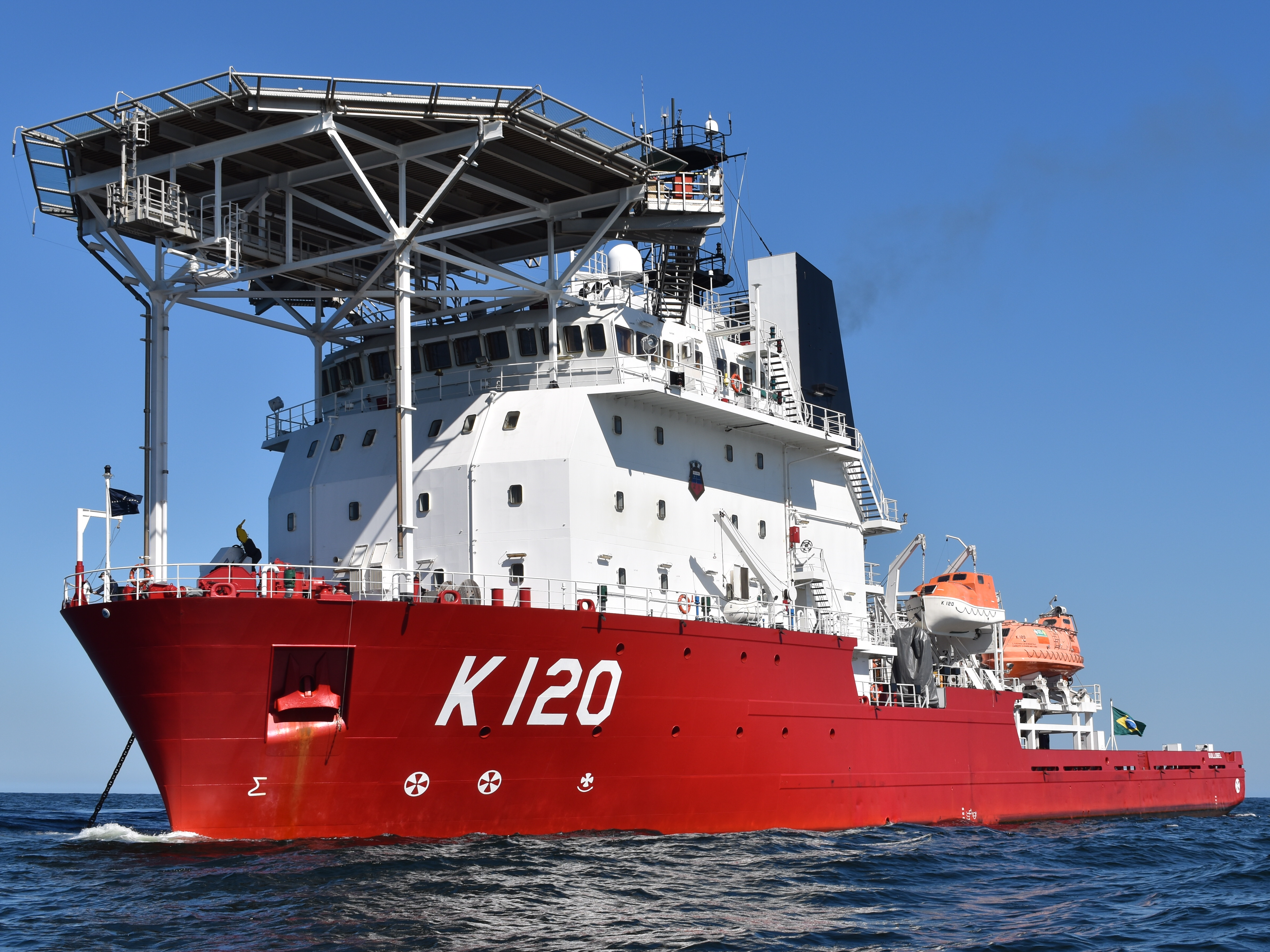
Navio de socorro submarino Guillobel (K-120)

Os seguintes navios de superfície já prestaram apoio à Força de Submarinos: os navios-tênder Ceará (1915-1946) e Cuiabá, a torpedeira Goyaz, o rebocador Laurindo Pitta, a corveta Imperial Marinheiro (V-15, 1955–1969), os navios de socorro submarino (NSS) Gastão Moutinho (K-10, 1973–1989), Felinto Perry (K-11, 1988–2020) e Guillobel (K-120, 2020–presente) e o aviso de apoio costeiro Almirante Hess (1983–presente).
As funções do tênder Ceará eram o salvamento e reparo dos submersíveis classe "F", fornecendo-os manutenção, energia elétrica, ar comprimido, combustível, água doce e destilada, sobressalentes e torpedos. Os submersíveis podiam entrar pela sua popa e ali permanecerem docados, mas não há registro dessa operação. O navio arvorou o pavilhão de capitânia da Flotilha de Submersíveis, alojou as tripulações da classe F e foi aproveitado como base da Escola de Submersíveis até 1937.
Depois de descomissionado, suas atribuições de salvamento foram assumidas pela Imperial Marinheiro e pelos NSS, que possuem um sino de mergulho. O primeiro exercício de resgate de tripulação de submarino mergulhado foi realizado entre o Felinto Perry e o Tapajó em junho de 2004. O Almirante Hess é especializado na recuperação de torpedos de exercício. Não há um navio-tênder para apoiar operações distantes do Rio de Janeiro.

### GRUMEC

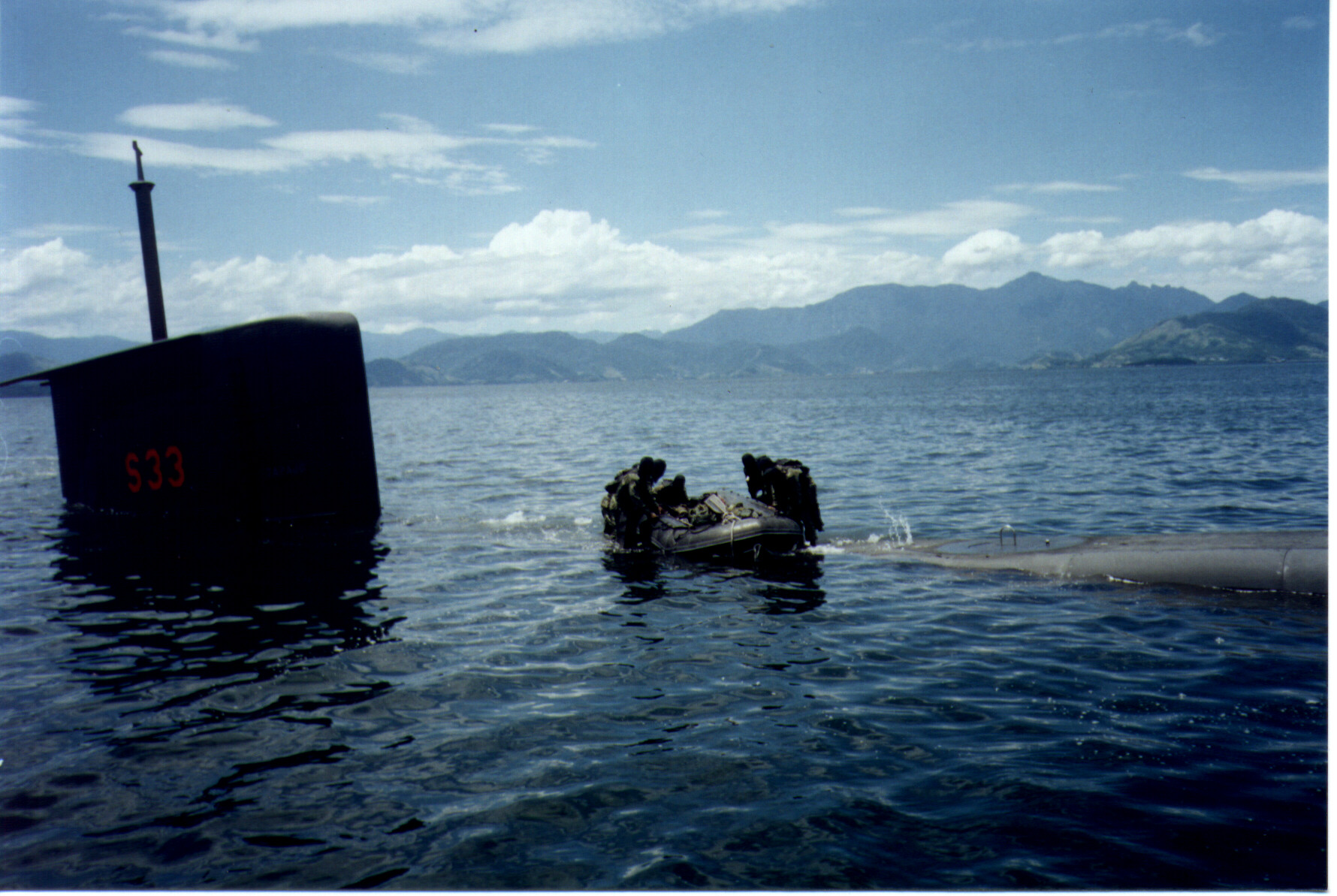
Equipe do GRUMEC operando a partir do Tapajó (S-33)

O Grupamento de Mergulhadores de Combate (GRUMEC) é uma das duas unidades de operações especiais da Marinha, ao lado do Batalhão de Operações Especiais de Fuzileiros Navais. Distingue-os o ambiente principal de atuação, que é aquático para os mergulhadores de combate (MECs). A unidade é sediada na ilha de Mocanguê e traça as origens à Divisão de Mergulhadores, criada em 1970, transformada no Grupo de Mergulhadores de Combate em 1983 e na atual organização em 1998. Os primeiros mergulhadores de combate treinaram com os SEALs da Marinha dos Estados Unidos e os Nageurs de Combat da Marinha da França, e seus sucessores realizam cursos no CIAMA e em outras instituições das Forças Armadas, como o Centro de Instrução Paraquedista do Exército. Eles são encarregados da abordagem de navios e plataformas petrolíferas e da infiltração de áreas litorâneas e ribeirinhas a partir de submarinos, navios, aeronaves e outros meios, inclusive minissubmarinos pertencentes à própria unidade.

## Pessoal
Em 2014, 1 500 militares serviam na Força de Submarinos e 250 especialistas eram formados anualmente. Além dos tripulantes de submarino, são precisos mergulhadores para resgates, mergulhadores de combate, médicos hiperbáricos para tratar a doença de descompressão e psicólogos especializados. A porta de entrada na Força é o CIAMA, que é dividido em três Escolas (de Submarinos, de Mergulho e de Operações Especiais) e uma Divisão de Medicina Submarina. Os especialistas são todos voluntários, a maioria com formação prévia nas instituições de ensino da Marinha: a Escola Naval e o Centro de Instrução Almirante Wandenkolk, para os oficiais, e o Centro de Instrução Almirante Alexandrino de Alencar, para os praças.
Os voluntários a tripular os submarinos passam por um exame médico e psicológico e são habilitados num curso de 24 semanas, para praças, ou 47, para os oficiais, no currículo vigente em 2008. O conteúdo abrange todas as áreas de serviço embarcado, para que os oficiais possam revezar funções. O CIAMA dispõe de seis simuladores para a instrução: de plataforma ou de imersão, baseado em computador, de superfície, tático, de controle de alagamento e de procedimentos de escape. No restante da carreira, os submarinistas são aperfeiçoados com cursos e adestramentos adicionais, culminando, para os oficiais, no curso de qualificação de comandantes.
Na sua primeira imersão, todo tripulante é submetido ao "batismo": recebe o nome de um peixe, repete um texto no qual se penitencia diante de Netuno, rei das profundezas, toma uma colherada de sal e tem o rosto untado de graxa. O submarino é um universo cultural à parte, com seu próprio vocabulário e costumes; por exemplo, assobiar e usar vassoura dão azar. Em terra, os submarinistas ganham um adicional de 20% sobre o salário, moradia gratuita e hospedagem em hotéis ao chegar aos portos. É uma carreira prestigiosa, mas de alto risco — de estresse e de vida, pois uma emergência pode ocorrer a qualquer momento. A aptidão psicológica é um dos critérios mais importantes a avaliar durante a formação.

### Condições de trabalho
O ambiente de trabalho do submarino, por seu isolamento, confinamento e artificialidade, é estudado na literatura especializada na categoria das naves espaciais e estações polares. Debaixo d'água, a única comunicação com o mundo exterior é com o comando. Não há conexões de Internet, telefone ou televisão e muito menos notícias da família.  Só se vê fora da embarcação pelo periscópio: não há janelas, nem ciclo de dia e noite. A iluminação e ventilação são artificiais e os tripulantes ficam potencialmente expostos a ruídos e odores intensos, pressão ambiente de ar sensível, alta umidade e temperaturas flutuantes. Normalmente não se passa mais de 10 a 15 a dias submerso; o recorde brasileiro de operação submersa, até 2014, era de 32 dias.
A vigilância e consciência do perigo, seja vindo do mar ou de falhas mecânicas ou humanas, são permanentes. Nas palavras do capitão de mar e guerra Luiz Cetrim Maciel, comandante da BACS, "cada válvula que um militar nosso abre ou fecha a gente está confiando a nossa vida nas mãos dele". Num ambiente de oxigênio limitado, os incêndios precisam ser contidos imediatamente, e a maior preocupação é com as inundações. A tripulação é pequena para sua carga de trabalho, e alguns postos precisam ser guarnecidos 24 horas por dia. O tempo a bordo é dividido em períodos de três a quatro horas: praças têm dois períodos de descanso para cada período de trabalho, e oficiais têm seis a sete. Os períodos ditos de "descanso" incluem outras tarefas profissionais, deixando pouco tempo ao descanso propriamente dito. A monotonia e fadiga são mais itens na lista de riscos de estresse.
Não há privacidade: os espaços de trabalho e de vida são apertados, e não há uma casa para se voltar depois do expediente. Na classe Tupi, por exemplo, o corredor não é largo o suficiente para duas pessoas atravessarem lado a lado. O comandante e o imediato dormem em camarotes, mas os demais tripulantes têm apenas uma cortina para privacidade nas suas camas. Há dois banheiros, um para os oficiais e outro para os praças. Para economizar água doce, permite-se deixar a barba por fazer. Os exercícios físicos são bem-vindos, mas têm que ser estacionários, como abdominais e flexões. O tempo de ócio é aproveitado com atividades em grupo. Um repórter de O Globo, em visita ao Tapajó (S-33), observou que esse tempo era passado com videogames de futebol, jogos de tabuleiro e filmes, e só um gênero em particular não fazia sucesso: o romance. Segundo o enfermeiro de bordo, "o cara tem que saber que não será o primeiro nem o último a ser traído aqui".
Exigem-se boas relações constantes: todos os problemas interpessoais precisam ser resolvidos no próprio submarino. Submarinistas dizem ter "duas famílias", uma em terra e outro a bordo. Conforme o enfermeiro do Tapajó, "tenho que saber da situação emocional de cada um aqui. Quando o marinheiro começa a dormir muito, não come, fica agressivo, temos que chamá-lo e ver o que está acontecendo". As equipes pequenas, os riscos, a especialização, a interdependência das tarefas e o ambiente confinado aproximam os oficiais dos praças, achatando a hierarquia: pelo depoimento de um oficial superior, "existe uma cumplicidade entre o marinheiro mais moderno e o comandante do navio. Pelo próprio contato físico. Toda hora o marinheiro cruza com o comandante, coisa que no navio de superfície não se vê".

### Estudos psicológicos

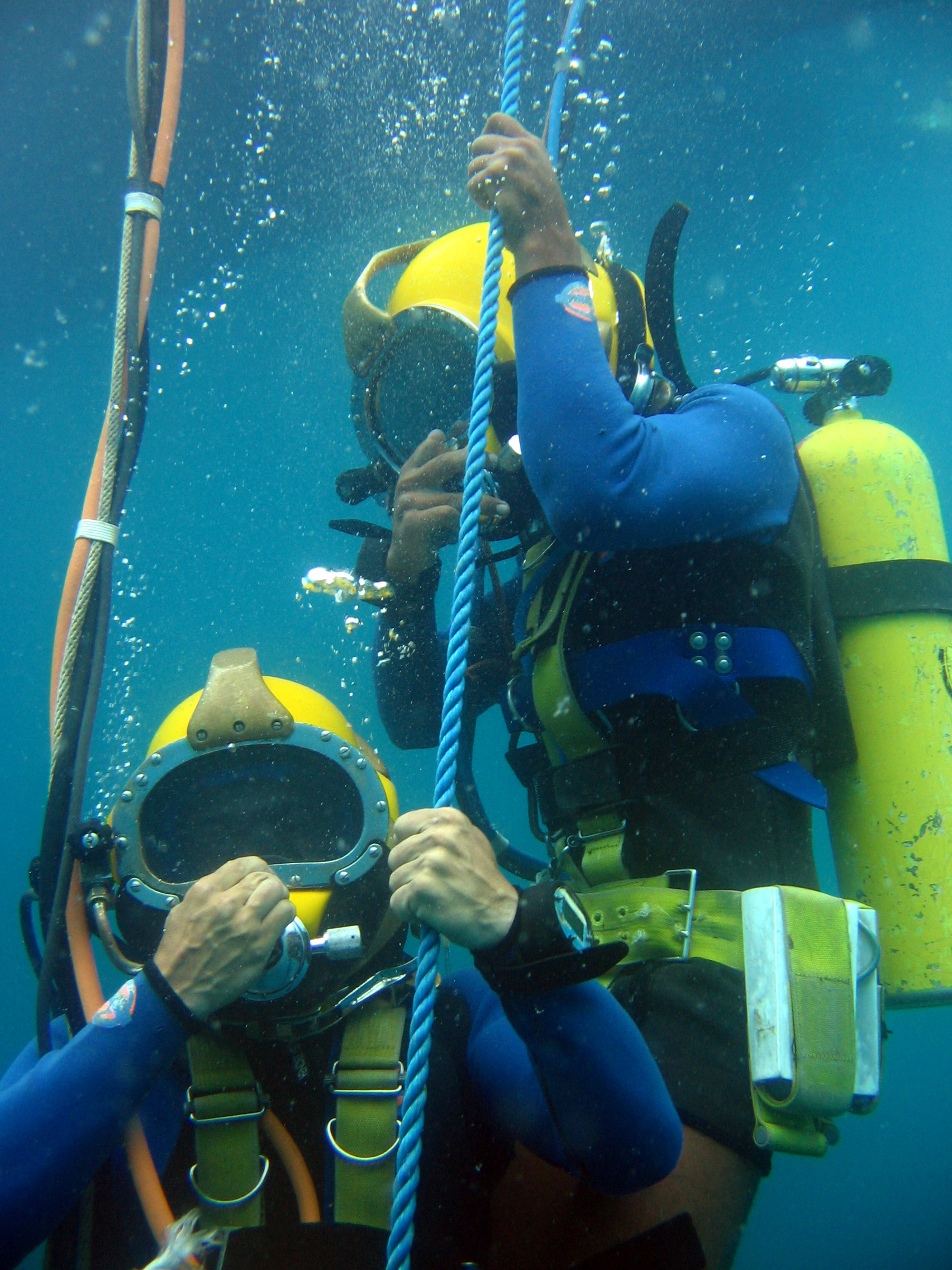
Militares em mergulho a ar dependente

Estudos com submarinistas brasileiros e estrangeiros observam, em linhas gerais, elevada coesão social, espírito de equipe e padrão moral, pois a seleção, treinamento e gestão de pessoal, entre outros fatores, diminuem o risco de um "colapso psiquiátrico" a bordo. Entre submarinistas brasileiros, as pesquisas de cunho psicológico ainda são incipientes.
A Revista da Escola Superior de Guerra publicou uma pesquisa sobre as condições de trabalho entre submarinistas em 2016. Os entrevistados consideraram que a carga de trabalho excede o tamanho das tripulações e é arriscada, ruidosa e precária, mas os militares se julgam capazes de lidar com os riscos e conseguem aceitar o ritmo e protocolos de trabalho. Nas relações socioprofissionais, haveria pouco individualismo e disputas resultantes. As tarefas são bem comunicadas, embora distribuídas injustamente. Tripulantes de submarinos não operativos estavam menos satisfeitos do que seus equivalentes nos submarinos ativos. Os escores de sofrimento psíquico indicavam um "humor deprimido generalizado", sem sugerir um quadro depressivo e sem aparente perda de dedicação ao trabalho. Os praças, que são mais velhos e tiveram maior tempo embarcado do que os oficiais, mostraram-se mais afetados pelos estressores físicos, psicológicos e sociais. Como um todo, "houve uma baixa percepção da existência de agentes estressores", o que os autores atribuem a estratégias adequadas de enfrentamento e aos valores do ethos militar, como o espírito de equipe e a disciplina.
Níveis de estresse comparáveis aos da população brasileira em geral foram observados por um estudo realizado para uma dissertação da Universidade do Estado do Rio de Janeiro. Os motivos especulados foram o constante treinamento para evitar riscos de acidente, o prestígio inerente à atividade, os valores militares de companheirismo, camaradagem e espírito de corpo e o favorecimento, durante o processo seletivo, de indivíduos com maior assertividade e empatia. Quanto à última hipótese, o desempenho nessas habilidades sociais não demonstrou relação com o nível de estresse. Reconheceu-se que o estudo pode ter sido enviesado pela sua metodologia, que foi baseada em instrumentos de autoinforme.

### Citações
1. 1 2 3 4 5 6  MB, Estrutura (2025).
2. ↑  FGV Projetos (2014), p. 71.
3. ↑  FGV Projetos (2014), p. 115.
4. 1 2  Ribeiro (2020), p. 49-50.
5. ↑  FGV Projetos (2014), p. 10, 68.
6. ↑  Moura (2022), p. 680-681.
7. ↑  FGV Projetos (2014), p. 12, 82.
8. 1 2 3 4  Comando da Força de Submarinos (2021).
9. ↑  Moura (2022), p. 681-683.
10. ↑  FGV Projetos (2014), p. 63.
11. ↑  Lobo (2007), p. 148, 151.
12. 1 2  Rumo ao Mar (2020).
13. ↑  Souza (2020), p. 135.
14. 1 2  Lobo (2007), p. 151.
15. ↑  Souza (2020), p. 142-143.
16. 1 2  Lobo (2007), p. 152.
17. ↑  Lobo (2007), p. 149-150, 153.
18. 1 2 3  Galante & Martini (2017–2018), Parte 1.
19. ↑  Moura (2022), p. 687.
20. ↑  Vidigal (1983), p. 37-38.
21. ↑  Cabral (2022), p. 473.
22. ↑  FGV Projetos (2014), p. 89.
23. ↑  Moura (2012), p. 125.
24. ↑  Moura (2022), p. 682.
25. ↑  Waldmann (2013), p. 133.
26. ↑  Souza (2020), p. 133.
27. ↑  Vidigal (1983), p. 39-41.
28. ↑  Svartman & Pivatto (2021), p. 181.
29. ↑  Cabral (2022), p. 478-49.
30. ↑  Lobo (2007), p. 153.
31. ↑  Svartman & Pivatto (2021), p. 175.
32. ↑  Sá (2015), p. 16-17.
33. 1 2 3 4 5 6  Galante & Martini (2017–2018), Parte 4.
34. ↑  Cabral (2022), p. 477.
35. ↑  Souza (2020), p. 129-130.
36. ↑  Moura (2022), p. 680.
37. ↑  Souza (2020), p. 180.
38. ↑  Violante (2023), p. 223.
39. ↑  Souza (2020), p. 133, 155.
40. ↑  Poder Naval (2011).
41. ↑  Moura (2012), p. 180-181.
42. 1 2  Moura (2012), p. 233.
43. ↑  Assis (2020), p. 15.
44. ↑  Decreto nº 6.703, de 18 de dezembro de 2008.
45. 1 2  Moura (2012), p. 114-115.
46. 1 2  Moura (2022), p. 688.
47. ↑  Pesce (2017), p. 93.
48. ↑  Lobo (2007), p. 152, 155-156.
49. 1 2  Lobo (2007), p. 151-152.
50. ↑  Souza (2020), p. 140-144.
51. 1 2  Moura (2023), p. 74-75.
52. ↑  Lopes (2014), p. 265-271.
53. ↑  FGV Projetos (2014), p. 141.
54. ↑  Maciel (2019), p. 11-13.
55. ↑  Souza (2020), p. 133-134, 140-144.
56. ↑  Souza (2020), p. 145-146.
57. ↑  Lobo (2007), p. 154.
58. ↑  Global Security, SNA (s/d).
59. ↑  Moura (2012), p. 80-81.
60. 1 2  Sanchez (2023).
61. 1 2 3  Sanchez (2017).
62. ↑  Souza (2020), p. 137, 179.
63. ↑  Almeida (2022), p. 692.
64. ↑  Lobo (2007), p. 148-149.
65. ↑  Souza (2020), p. 132.
66. ↑  Souza (2020), p. 182, 189.
67. 1 2  Silva (2017), p. 30.
68. ↑  Scott (2019), p. 185.
69. 1 2 3  Sá (2015), p. 16.
70. ↑  Kassenova (2014), p. 31, 34.
71. 1 2 3 4 5  Taylor (2009).
72. ↑  Kassenova (2014), p. 35-36.
73. 1 2  Agência Brasil (2020).
74. ↑  Sá (2015), p. 15.
75. ↑  Kassenova (2014), p. 38.
76. ↑  Freitas (2011), p. 62.
77. ↑  Lopes (2014), p. 253-254.
78. ↑  Moura (2012), p. 119-120.
79. ↑  Lobo (2007), p. 157.
80. 1 2  Poder Naval (2024).
81. ↑  Holmes (2021).
82. ↑  Galante (2016).
83. ↑  Salles & Galante (2023), p. 31.
84. ↑  Freitas (2011), p. 65.
85. ↑  Moura (2012), p. 184, 226.
86. 1 2  Andrade et al. (2018), p. 26-27.
87. ↑  Ribeiro (2020), p. 43.
88. ↑  Souza (2020), p. 170-173.
89. ↑  Moura (2012), p. 181.
90. ↑  Monteiro (2011).
91. ↑  Sweeney (2023).
92. ↑  Briggs (2023).
93. ↑  Bonalume (2017).
94. ↑  Lopes (2014), p. 253.
95. ↑  Moura (2012), p. 280.
96. ↑  Ribeiro (2020), p. 44-49.
97. 1 2 3 4 5  Andrade et al. (2018), p. 25.
98. ↑  Tecnologia & Defesa (2022).
99. ↑  Ribeiro (2020), p. 48.
100. 1 2  Fontenoy (2007), p. 121.
101. ↑  Cascardo (2005), p. 415-416.
102. ↑  Cascardo (2005), p. 424.
103. ↑  Cascardo (2005), p. 630-631.
104. ↑  Cascardo (2005), p. 633-634.
105. 1 2  Fontenoy (2007), p. 226.
106. 1 2 3 4 5  Galante & Martini (2017–2018), Parte 2.
107. ↑  Ribeiro (2020), p. 44.
108. 1 2  FGV Projetos (2014), p. 82.
109. ↑  Fontenoy (2007), p. 29, 233.
110. ↑  FGV Projetos (2014), p. 132.
111. ↑  Waldmann (2013), p. 88.
112. 1 2 3 4  Galante & Martini (2017–2018), Parte 3.
113. 1 2  FGV Projetos (2014), p. 90.
114. 1 2  Fontenoy (2007), p. 39-41.
115. 1 2  FGV Projetos (2014), p. 123.
116. 1 2 3  Galante & Martini (2017–2018), Parte 6.
117. ↑  Gaspari (2002), p. 78.
118. 1 2  Lopes (2014), p. 337.
119. ↑  Svartman & Pivatto (2021), p. 173.
120. ↑  Fontenoy (2007), p. 371-372.
121. 1 2 3 4 5 6  Dias (2023).
122. ↑  Poggio (2021).
123. ↑  Pereira (2009), p. 18.
124. ↑  Poder Naval (2009).
125. 1 2 3 4  Galante & Martini (2017–2018), Parte 5.
126. ↑  Bischoff (2023).
127. ↑  Wiltgen (2023).
128. ↑  FGV Projetos (2014), p. 175.
129. ↑  Cabral (2011).
130. ↑  Amarante (2013), p. 65.
131. ↑  FGV Projetos (2014), p. 100.
132. ↑  Fontenoy (2007), p. 330.
133. ↑  FGV Projetos (2014), p. 105.
134. ↑  Pereira (2021), cap. 4.4.
135. ↑  Galante (2010).
136. ↑  Galante (2017).
137. ↑  Galante (2019).
138. ↑  Lopes (2014), p. 290.
139. 1 2 3 4  Galante & Martini (2017–2018), Última parte.
140. ↑  Naval Group (2024).
141. ↑  ICN (2024).
142. ↑  MB, Submarino Riachuelo (s/d).
143. ↑  MB, Submarinos (Classe Riachuelo) (s/d).
144. 1 2  Galante (2018).
145. ↑  Lopes (2014), p. 262.
146. ↑  Caiafa (2015).
147. ↑  Lopes (2014), p. 338-340.
148. 1 2  Scott (2019), p. 184.
149. ↑  Scott (2019), p. 191.
150. ↑  Martini (2018).
151. ↑  Martins (2014), p. 130.
152. ↑  Andrade et al. (2018), p. 30.
153. ↑  Martins (2014), p. 129.
154. ↑  Martins (2011), p. 304-306.
155. ↑  Salles & Galante (2023), p. 32, 37.
156. ↑  Martins (2011), p. 294-295.
157. ↑  Martins (2014), p. 139.
158. ↑  Gaier (2024).
159. ↑  FGV Projetos (2014), p. 186-187.
160. ↑  Comando em Chefe da Esquadra (s/d).
161. 1 2  FGV Projetos (2014), p. 106.
162. ↑  Acervo Arquivístico, ComForS (2013).
163. ↑  FGV Projetos (2014), p. 86.
164. ↑  FGV Projetos (2014), p. 82, 86.
165. ↑  Acervo Arquivístico, BACS (2013).
166. ↑  Comando da Marinha (2006).
167. ↑  Marinha do Brasil (2020).
168. ↑  Scott (2019), p. 187-188.
169. ↑  Padilha (2012).
170. ↑  Lobo (2021), p. 7.
171. ↑  Lopes (2019).
172. ↑  FGV Projetos (2014), p. 96.
173. ↑  FGV Projetos (2014), p. 173.
174. ↑  NGB, Classe Foca (s/d).
175. ↑  FGV Projetos (2014), p. 173-174.
176. ↑  Galante (2020).
177. ↑  Cascardo (2005), p. 415.
178. ↑  FGV Projetos (2014), p. 90, 129.
179. ↑  NGB, AvApCo Almirante Hess (s/d).
180. ↑  Lobo (2007), p. 159.
181. ↑  Pinheiro (2012), p. 69-70.
182. ↑  O Dia (2015).
183. ↑  FGV Projetos (2014), p. 13, 75, 115-116, 122, 164.
184. ↑  Menkes (2012), p. 28.
185. ↑  Herkenkoff (2008), p. 59-60.
186. ↑  Poder Naval (2019).
187. ↑  Poggio (2018).
188. ↑  Moura & Baptista (2018), p. 71.
189. ↑  Briggs (2011).
190. 1 2 3 4 5 6  Mazzacaro (2014).
191. ↑  Menkes (2012), p. 29.
192. ↑  Menkes (2012), p. 28, 32, 53.
193. ↑  Themudo & Viana (2023), p. 90.
194. 1 2  Náutica (2018).
195. 1 2 3 4 5 6  Themudo & Viana (2023), p. 92.
196. ↑  Menkes (2012), p. 26.
197. 1 2 3 4  Menkes (2012), p. 27.
198. ↑  Menkes (2012), p. 27-28.
199. ↑  Herkenkoff (2008), p. 40, 52-53.
200. ↑  Menkes (2012), p. 29-30.
201. ↑  Herkenkoff (2008), p. 56.
202. ↑  Themudo & Viana (2023), p. 94-96.
203. ↑  Moura & Baptista (2018), p. 78-80.
204. ↑  Moura & Baptista (2018), p. 81-83.
205. ↑  Moura & Baptista (2018), p. 67-68, 84.
206. ↑  Menkes (2012), p. 53-55.

#### Obras
- Almeida, Francisco Eduardo Alves de (2022). «Tarefas básicas do poder naval». In:  Francisco Carlos Teixeira da Silva et al. (org.). Dicionário de história militar do Brasil (1822-2022): volume II. Rio de Janeiro: Autografia
- Amarante, José Carlos Albano do (outubro de 2013). «Processos de obtenção de tecnologia militar». Rio de Janeiro: Instituto de Pesquisa Econômica Aplicada. Texto para discussão (1877)
- Andrade, Israel de Oliveira;  et al. (2018). «Submarino nuclear brasileiro: defesa nacional e externalidades tecnológicas» (PDF). Instituto de Pesquisa Econômica Aplicada. Texto para Discussão (2428)
- Assis, Jonathan de Araújo (2020). «Normas, isomorfismo institucional e demanda militar: o projeto do submarino nuclear da Marinha do Brasil» (PDF). Revista Neiba, Cadernos Argentina Brasil. 9. doi:10.12957/neiba.2020.50556
- Cabral, Ricardo Pereira (2022). «Pensamento estratégico naval brasileiro». In:  Silva, Francisco Carlos Teixeira da, et al. (org.). Dicionário de história militar do Brasil (1822-2022): volume II. Rio de Janeiro: Autografia. ISBN 978-85-51849-10-1
- Cascardo, Francisco Carlos Pereira (2005). O Tenentismo na Marinha: os primeiros anos — (1922 a 1924). São Paulo: Paz e Terra. ISBN 85-219-0766-4
- FGV Projetos (2014). 100 anos da Força de Submarinos do Brasil (PDF). Rio de Janeiro: Fundação Getúlio Vargas. ISBN 978-85-64878-21-1
- Freitas, Elcio de Sá (janeiro–março de 2011). «A busca da grandeza (III)» (PDF). Rio de Janeiro: Serviço de Documentação Geral da Marinha. Revista Marítima Brasileira. 131 (01/03)
- Fontenoy, Paul E. (2007). Submarines: an illustrated history of their impact. Santa Barbara/Denver/Oxford: ABC-Clio. ISBN 978-1-85109-568-1
- Gaspari, Elio (2002). A Ditadura Envergonhada. São Paulo: Companhia das Letras
- Herkenkoff, Aurora Telles (2008). Práticas e representações sociais do trabalho em equipe na Marinha do Brasil (PDF) (Dissertação). Programa de Pós-Graduação em Psicologia Social da Universidade do Estado do Rio de Janeiro
- Kassenova, Togzhan (2014). Brazil's nuclear kaleidoscope: an evolving identity (PDF). [S.l.]: Carnegie Endowment for International Peace
- Lobo, Thadeu Marcos Orosco Coelho (julho–setembro de 2007). «O submarino convencional: evolução e operação no século XXI». Rio de Janeiro: Diretoria do Patrimônio Histórico e Documentação da Marinha. Revista Marítima Brasileira. 127 (7-9)
- Lobo, Thadeu Marcos Orosco Coelho (julho–agosto de 2021). «Comando da Força de Submarinos: transformações, peculiaridades e desafios» (PDF). Brasília: Centro de Comunicação Social da Marinha. Revista Nomar (946)
- Lopes, Roberto (2014). As garras do cisne: o ambicioso plano da Marinha brasileira de se transformar na nona frota mais poderosa do mundo. Rio de Janeiro: Record. ISBN 978-85-01-04255-2
- Maciel, Luiz Eduardo Cetrim (2019). «Como capacitar uma força de submarinos para estabelecer de forma eficaz zonas A2/AD no ambiente marítimo». Niterói: Centro de Instrução e Adestramento Almirante Áttila Monteiro Aché. O Periscópio. 70 (70)
- Martins Filho, João Roberto (julho–dezembro de 2011). «O projeto do submarino nuclear brasileiro». Instituto de Relações Internacionais da PUC-Rio. Contexto Internacional. 33 (2)
- Martins Filho, João Roberto (junho de 2014). «Visões civis sobre o submarino nuclear brasileiro». Revista Brasileira de Ciências Sociais. 29 (85). doi:10.1590/S0102-69092014000200009
- Menkes, Camila (2012). As relações entre habilidades sociais e estresse ocupacional em submarinistas na Marinha do Brasil (PDF) (Dissertação). Programa de Pós-Graduação em Psicologia Social da Universidade do Estado do Rio de Janeiro
- Moura, José Augusto Abreu de (2012). A estratégia naval brasileira no pós-Guerra Fria: uma análise comparativa com foco em submarinos (PDF) (Tese). Programa de Pós-Graduação em Ciência Política da Universidade Federal Fluminense. Cópia arquivada (PDF) em 6 de fevereiro de 2025
- Moura, José Augusto Abreu de; Baptista, Ana Fernanda Moreira (2018). «Submarinos e submarinistas». Revista da Escola Superior de Guerra. 33 (69)
- Moura, José Augusto Abreu de (2022). «Submarinos». In:  Silva, Francisco Carlos Teixeira da, et al. (org.). Dicionário de história militar do Brasil (1822-2022): volume II. Rio de Janeiro: Autografia. ISBN 978-85-51849-10-1
- Moura, José Augusto Abreu de (abril–junho de 2023). «A importância do submarino como vetor estratégico de defesa». Rio de Janeiro: Diretoria de Patrimônio Histórico e Documentação da Marinha. Revista Marítima Brasileira. 143 (4/6)
- Pereira, Frederico Rolla (2009). Operações de socorro e salvamento submarino no século XXI: possibilidades e perspectivas para a Marinha do Brasil (PDF) (Monografia). Escola de Guerra Naval
- Pereira, Eduardo de Souza (2021). Diplomacia de defesa: ferramenta de política externa. Curitiba: Appris. ISBN 9786525004907
- Pesce, Eduardo Ítalo (abril–junho de 2017). «Sobrevivendo à austeridade fiscal: perspectivas para a esquadra». Rio de Janeiro: Diretoria do Patrimônio Histórico e Documentação da Marinha. Revista Marítima Brasileira. 137 (4–6)
- Pinheiro, Alvaro de Sousa (2012). «Knowing your partner: the evolution of Brazilian special operations forces» (PDF). JSOU Report (12-7)
- Ribeiro Júnior, Euclides (2020). Transferência de tecnologia para construção de submarinos no Brasil (PDF) (Monografia). Escola Superior de Guerra
- Sá, Andrea de (2015). «Brazil's nuclear submarine program: a historical perspective». The Nonproliferation Review. 22 (1): 3-25. doi:10.1080/10736700.2015.1070044
- Salles, Felipe; Galante, Alexandre (2023). «The Brazilian Navy entering its third century». In:  Conrad Waters (ed.). Seaforth World Naval Review 2024. [S.l.]: Pen & Sword. ISBN 978-1-3990-2312-2
- Scott, Richard (2019). «PROSUB: building Brazil's future submarine capability». In:  Conrad Waters (ed.). Seaforth World Naval Review 2020. [S.l.]: Pen & Sword. ISBN 978-1-5267-6064-7
- Svartman, Eduardo Munhoz; Pivatto Junior, Dilceu Roberto (2021). «The Falklands/Malvinas War and the Brazilian naval strategy: autonomy for a blue-water navy». In:  Duarte, Érico Esteves. The Falklands/Malvinas War in the South Atlantic. [S.l.]: Palgrave Macmillan. doi:10.1007/978-3-030-65566-2
- Silva, Alexandre Pereira da (2017). «Brazil's recent agenda on the sea and the South Atlantic contemporary scenario». Marine Policy (85): 25-32. doi:10.1016/j.marpol.2017.08.010
- Souza, Deywisson Ronaldo Oliveira de (2020). Submarinos para quê? : condicionantes estratégicos do reaparelhamento da Força de Submarinos do Brasil (PDF) (Tese). Programa de Pós-Graduação em Ciência Política da Universidade Federal de Pernambuco
- Sweeney, Mike (março de 2023). «Submarines will reign in a war with China». U.S. Naval Institute. Proceedings. 135/6/1276
- Taylor, Paul D. (junho de 2009). «Why does Brazil need nuclear submarines?». U.S. Naval Institute. Proceedings. 135/6/1276. Cópia arquivada em 23 de fevereiro de 2024
- Themudo, Tiago Seixas; Viana, Ezequiel Francisco Carvalho (2023). «Submarino com propulsão nuclear da Marinha do Brasil: mudanças, demandas e competências». Revista da Escola Superior de Guerra. 38 (82)
- Vidigal, Armando Amorim Ferreira (julho–setembro de 1983). «A evolução do pensamento estratégico naval brasileiro». Rio de Janeiro: Diretoria do Patrimônio Histórico e Documentação da Marinha. Revista Marítima Brasileira. 103 (7-9)
- Violante, Alexandre Rocha (2023). O submarino convencional com propulsão nuclear brasileiro no planejamento espacial marinho : análise e avaliação da implementação (2012 a 2022) (PDF) (Tese). Programa de Pós-Graduação em Estudos Estratégicos da Defesa e da Segurança da Universidade Federal Fluminense
- Waldmann Júnior, Ludolf (2013). Tecnologia naval e política: o caso da Marinha Brasileira na era dos contratorpedeiros, 1942-1970 (PDF) (Dissertação). Programa de Pós-Graduação em Ciência Política da Universidade Federal de São Carlos. Cópia arquivada (PDF) em 3 de junho de 2020

#### Páginas web
- «Comando da Força de Submarinos». Acervo Arquivístico da Marinha do Brasil. 2 de setembro de 2013. Consultado em 15 de fevereiro de 2025
- «Base Almirante Castro e Silva». Acervo Arquivístico da Marinha do Brasil. 7 de novembro de 2013. Consultado em 26 de janeiro de 2025
- «Marinha ativa Base de Submarinos da Ilha da Madeira no estado do Rio». Agência Brasil via UOL. 17 de julho de 2020. Consultado em 25 de janeiro de 2025
- Bischoff, Wesley (11 de agosto de 2023). «Marinha aposenta submarino Tapajó, lançado na década de 1990; veja FOTOS». G1 Política. Consultado em 13 de fevereiro de 2025
- Bonalume Neto, Ricardo (8 de novembro de 2017). «Poucos países têm as tecnologias do Brasil, diz almirante sobre programa nuclear». Folha de S. Paulo via Defesa Aérea & Naval. Consultado em 14 de julho de 2025
- Briggs, Juliana (29 de abril de 2011). «Equipe de reportagem do Globo Mar recebe batismo dentro de submarino da Marinha». Globo Mar. Consultado em 28 de janeiro de 2025
- Briggs, Peter (12 de outubro de 2023). «How many nuclear-powered submarines for Australia?». Australian Strategic Policy Institute. Consultado em 26 de janeiro de 2025
- Caiafa, Roberto (17 de dezembro de 2015). «Mectron inicia a última fase do desenvolvimento do míssil antinavio brasileiro Mansup». InfoDefensa. Consultado em 12 de fevereiro de 2025
- Cabral, Julio (10 de outubro de 2011). «Parceria com a França impulsiona programa de submarinos brasileiros». Estado de Minas. Consultado em 5 de agosto de 2025
- Comando da Força de Submarinos (12 de julho de 2021). «Ordem do Dia: 107 anos da Força de Submarinos». Defesa Aérea & Naval. Consultado em 26 de janeiro de 2025
- Comando da Marinha (19 de dezembro de 2006). «A posição da Marinha referente a submarinos». DefesaNet. Consultado em 26 de janeiro de 2025
- «Esquadra». Comando em Chefe da Esquadra. Consultado em 30 de janeiro de 2025
- Dias, Carmélio (22 de junho de 2023). «Vida a bordo: conheça a rotina de quem trabalha no maior submarino da Marinha do Brasil». O Globo. Cópia arquivada em 23 de junho de 2023
- Gaier, Rodrigo Viga (29 de abril de 2024). «Bloqueio de verba do Prosub não adiará submarino nuclear, mas pode aumentar custo, diz comandante da Marinha». Reuters via UOL. Consultado em 7 de fevereiro de 2025
- Galante, Alexandre (2 de abril de 2010). «'Tikuna', o caçador de porta-aviões». Poder Naval. Consultado em 29 de janeiro de 2025
- Galante, Alexandre (25 de março de 2016). «A Marinha do Brasil durante a Guerra Fria (1947-1991)». Poder Naval. Consultado em 17 de fevereiro de 2025
- Galante, Alexandre (18 de julho de 2017). «Perifotos de porta-aviões americanos em exercícios». Poder Naval. Consultado em 29 de janeiro de 2025
- Galante, Alexandre (7 de dezembro de 2018). «Diferenças entre o submarino Scorpène e o S-BR brasileiro». Poder Naval. Consultado em 14 de fevereiro de 2025
- Galante, Alexandre (4 de dezembro de 2019). «A foto que irritou os almirantes da Marinha dos EUA». Poder Naval. Consultado em 29 de janeiro de 2025
- Galante, Alexandre; Martini, Fernando "Nunão" de (2017–2018). «Os 100 anos da Força de Submarinos e o Prosub». Poder Naval. Consultado em 12 de fevereiro de 2025
- Galante, Alexandre (15 de dezembro de 2020). «Desativação do Navio de Socorro Submarino Felinto Perry». Poder Naval. Consultado em 26 de janeiro de 2025
- «Submarinos Nucleares de Ataque (SNA)». Global Security. Consultado em 17 de março de 2025
- Holmes, James (19 de agosto de 2021). «Brazil is a big country, does it need a big navy?». National Interest. Consultado em 22 de janeiro de 2025
- ICN (18 de outubro de 2024). «Submarino 'Angostura' ganha novo nome: 'Almirante Karam'». Poder Naval. Consultado em 14 de fevereiro de 2025
- Lopes, Roberto (25 de março de 2019). «Marinha concentrará todos os seus submarinos na base de Itaguaí a partir de 2022». Poder Naval. Consultado em 26 de janeiro de 2025
- «Vídeo: ativação da Base de Submarinos da Ilha da Madeira». Marinha do Brasil via Poder Naval. 24 de julho de 2020. Consultado em 26 de janeiro de 2025
- «Estrutura Organizacional». Marinha do Brasil. Cópia arquivada em 22 de maio de 2025
- «Submarino "Riachuelo"». Marinha do Brasil. Consultado em 14 de fevereiro de 2025
- «Submarinos (Classe Riachuelo)». Marinha do Brasil. Arquivado do original em 31 de março de 2023
- Martini, Fernando "Nunão" de (20 de junho de 2018). «Prosub: comparativo Tupi, S-BR e SN-BR». Poder Naval. Consultado em 14 de fevereiro de 2025
- Mazzacaro, Natasha (7 de julho de 2014). «Da Ilha de Mocanguê para o oceano: a vida dentro de um submarino». O Globo Rio. Consultado em 26 de janeiro de 2025
- Monteiro, Tânia (21 de novembro de 2011). «Relatório sigiloso da Defesa comprova sucateamento do setor militar no País». DefesaNet. O Estado de S. Paulo. Consultado em 26 de janeiro de 2025
- Naval Group (12 de janeiro de 2024). «Entrega e comissionamento do 'Humaitá', o segundo submarino Scorpène brasileiro totalmente fabricado no Brasil». Poder Naval. Consultado em 14 de fevereiro de 2025
- «Submarino F 1 - Classe Foca». Navios de Guerra Brasileiros. Consultado em 26 de janeiro de 2025
- «AvApCo Almirante HessU 30/BACS 01/ComForS 01». Navios de Guerra Brasileiros. Consultado em 27 de janeiro de 2025
- «Tropa da Marinha tem aula com americanos para garantir segurança nas Olimpíadas». O Dia via Defesa Aérea & Naval. 9 de novembro de 2015. Consultado em 27 de janeiro de 2025
- Padilha, Luiz (4 de dezembro de 2012). «PROSUB-EBN - Estaleiro e Base Naval em Itaguaí». Defesa Aérea & Naval. Consultado em 5 de maio de 2025
- «Relembre a entrevista com um comandante de submarino da Marinha do Brasil». Poder Naval. 12 de maio de 2009. Consultado em 12 de fevereiro de 2025
- «Aviação naval: a visão da Marinha». Poder Naval. 4 de junho de 2011. Consultado em 30 de janeiro de 2025
- «Relembre a entrevista com o comandante do submarino Tapajó, em 2014». Poder Naval. 23 de novembro de 2019. Consultado em 29 de janeiro de 2025
- «Dimensionamento da Força Naval brasileira segundo a nova Estratégia de Defesa Marítima». Poder Naval. 3 de maio de 2024. Consultado em 26 de dezembro de 2024
- Poggio, Guilherme (5 de junho de 2018). «Prosub: entrega dos primeiros simuladores (PARTE 1)». Poder Naval. Consultado em 5 de fevereiro de 2025
- Poggio, Guilherme (12 de março de 2021). «O acidente com o Submarino Tonelero ocorrido em 2000». Poder Naval. Consultado em 29 de janeiro de 2025
- «Embarcamos no submarino da Marinha. Conheça como é a vida debaixo d'água». Revista Náutica. 21 de março de 2018. Consultado em 30 de janeiro de 2025
- «Especialista em defesa avalia de forma positiva opção da Marinha do Brasil pelos submarinos da classe Riachuelo». Rumo ao Mar. 9 de dezembro de 2020. Consultado em 15 de fevereiro de 2025
- Sanchez, Wilder Alejandro (10 de dezembro de 2017). «Lessons from loss of Argentine submarine». Australian Naval Institute. Consultado em 29 de janeiro de 2025
- Sanchez, Wilder Alejandro (18 de outubro de 2023). «Brazil sails mostly alone in push to modernize submarine fleet in South America». Breaking Defense. Consultado em 7 de agosto de 2025
- «Submarino Riachuelo é incorporado à Marinha». Tecnologia & Defesa. 1 de setembro de 2022. Consultado em 6 de fevereiro de 2025
- Wiltgen, Guilherme (14 de setembro de 2023). «Marinha dá baixa no Submarino 'Tamoio' (S 31)». Defesa Aérea & Naval. Consultado em 13 de fevereiro de 2025

 Media relacionados com Força de Submarinos (Brasil) no Wikimedia Commons